# Vác
Vác (németül: Waitzen, latinul: Vacium, szlovákul: Vacov, olaszul: Vaccia, szerbül: Вац) város a budapesti agglomerációban, Pest vármegyében, a Duna bal partján; a Váci járás székhelye. A Dunakanyar központjaként ismert település Pest vármegye ötödik legnagyobb lélekszámmal rendelkező városa, egyúttal vonzó idegenforgalmi célpont – egyrészt évezredes történelme, másrészt gazdag kulturális élete miatt. Katolikus püspöki székhely, a Váci egyházmegye központja.
A gazdag kulturális élettel és sok kuriózummal rendelkező város nem véletlenül katolikus püspöki székhely. A Március 15. tér, a város fő tere, ami az egymást keresztező fontosabb útvonalak találkozásánál alakult ki, itt jött létre a város kereskedelmi és közigazgatási központja. A tér sajátos háromszögű alaprajzát a 13. században, a tatár pusztítást követően Vácra érkező német telepesek építkezéseinek köszönhetjük.A betelepülők szülőföldjük hagyományainak megfelelő életteret alakítottak ki városrészükben. A teljes történelmi belváros műemléki jelentőségű terület.
Vác a római kor óta lakott hely. Nevének eredete vitatott. Egy hipotézis szerint a név az egyik magyar törzs, „Vath” nevéből származik. Egy másik elmélet szerint viszont a név a cseh–szlovák Vac személynévből származik, amely Václav kicsinyítő alakja. A 11. század óta az egyik római katolikus püspökség székhelye. A Váci egyházmegye püspökei befolyásosak voltak a Magyar Királyságon belül, sokan kancellárként szolgáltak, vagy később esztergomi érsekek lettek. 1241. március 17-én, mikor a mongolok betörtek a városba, a város lakosságának nagy részét legyilkolták, és tábort állítottak fel itt. A mongolok távozása után a német telepeseket behívva újjáépítették a várost. A várost az Oszmán Birodalom 1541-ben hódította meg, majd a Habsburg Monarchia török elleni háborúi során az osztrákok győzelmet arattak a törökök felett Vácon 1597-ben és 1684-ben.
A nagy török háború után Vácot újra újjáépítették és újra benépesítették. A zsitvatoroki fegyverszünet szerint a váci erőd Habsburg-ellenőrzése fennmaradt, javítását szankcionálták. Az 1848–49-es magyar forradalom és szabadságharc idején a Honvédség egy nagy csata után (1849. április 10.) szétverte a városban állomásozó osztrák erőket; a második váci csata viszont orosz győzelemmel zárult (július 17.). A második világháború alatt Vácot 1944. december 8-án a budapesti offenzíva során elfoglalták a 2. Ukrán Front szovjet csapatai.
Vác mára virágzó kereskedelmi központ, valamint a budapesti polgárok kedvelt nyári üdülőhelye. Az 1761–1777-ben épült váci székesegyház, a római Szent Péter-bazilika mintájára készült. A püspöki palotában múzeum található a római és középkori leletek számára. Napjainkban a város főleg a 18. századi diadalívéről és gyönyörű barokk városközpontjáról is ismert.

## Földrajz

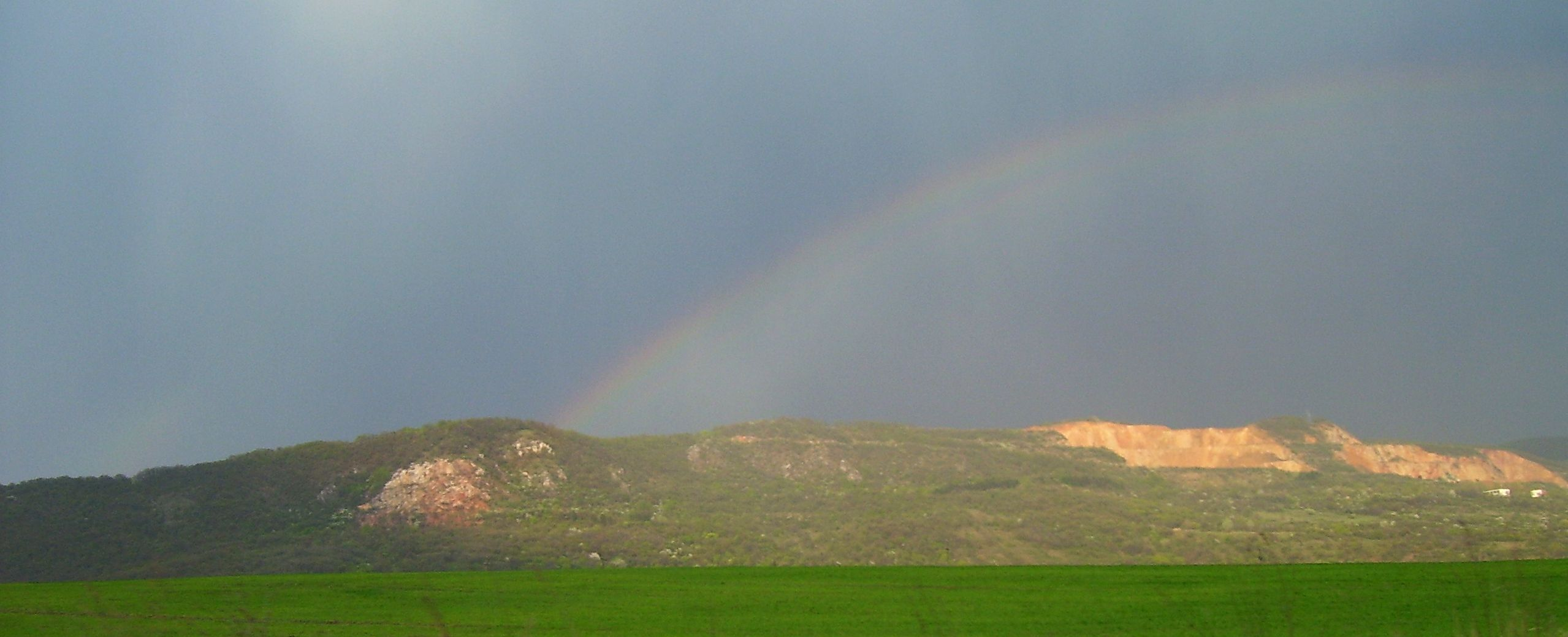
Szivárvány a Naszály felett

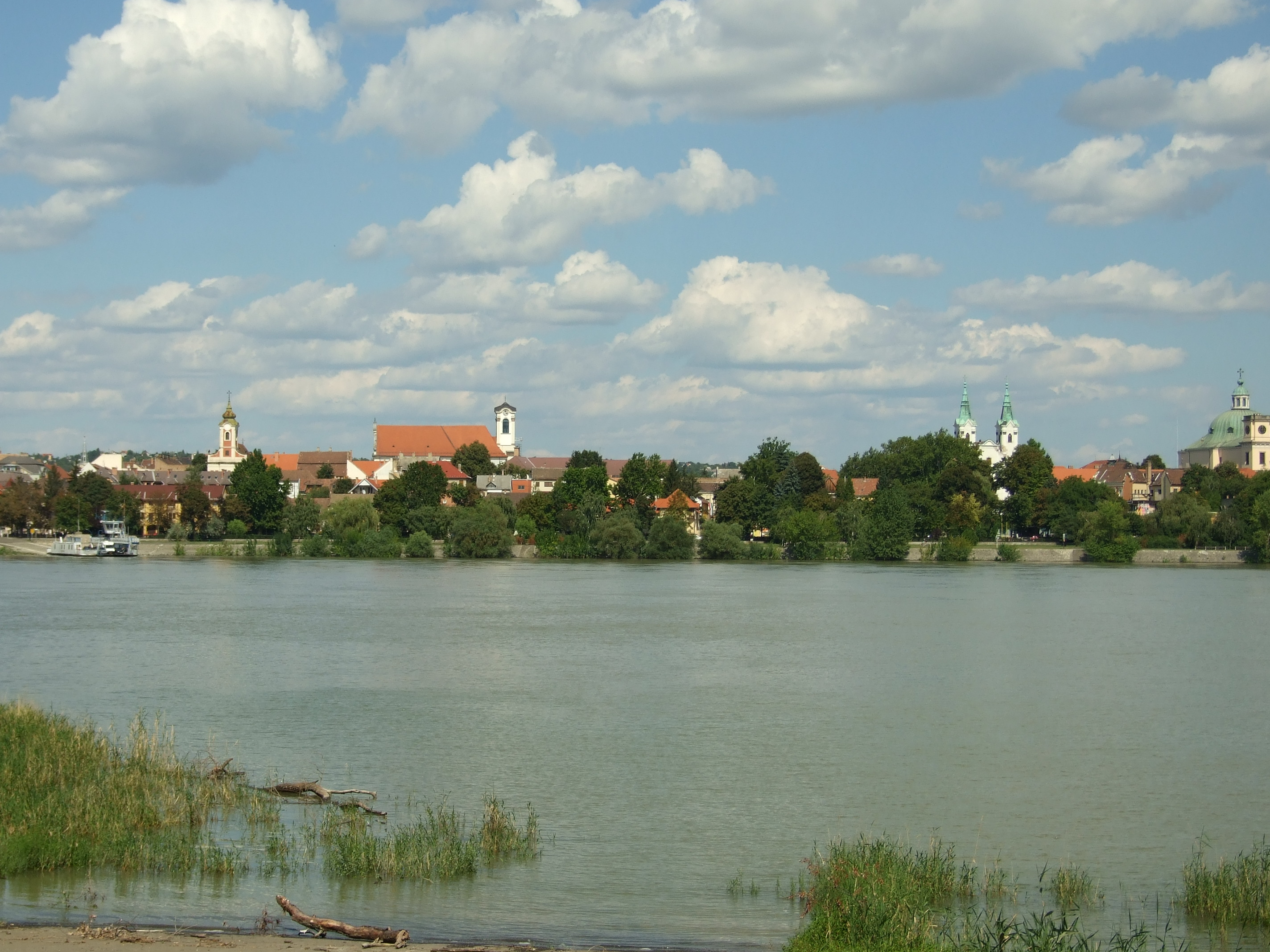
A belváros a Dunáról nézve

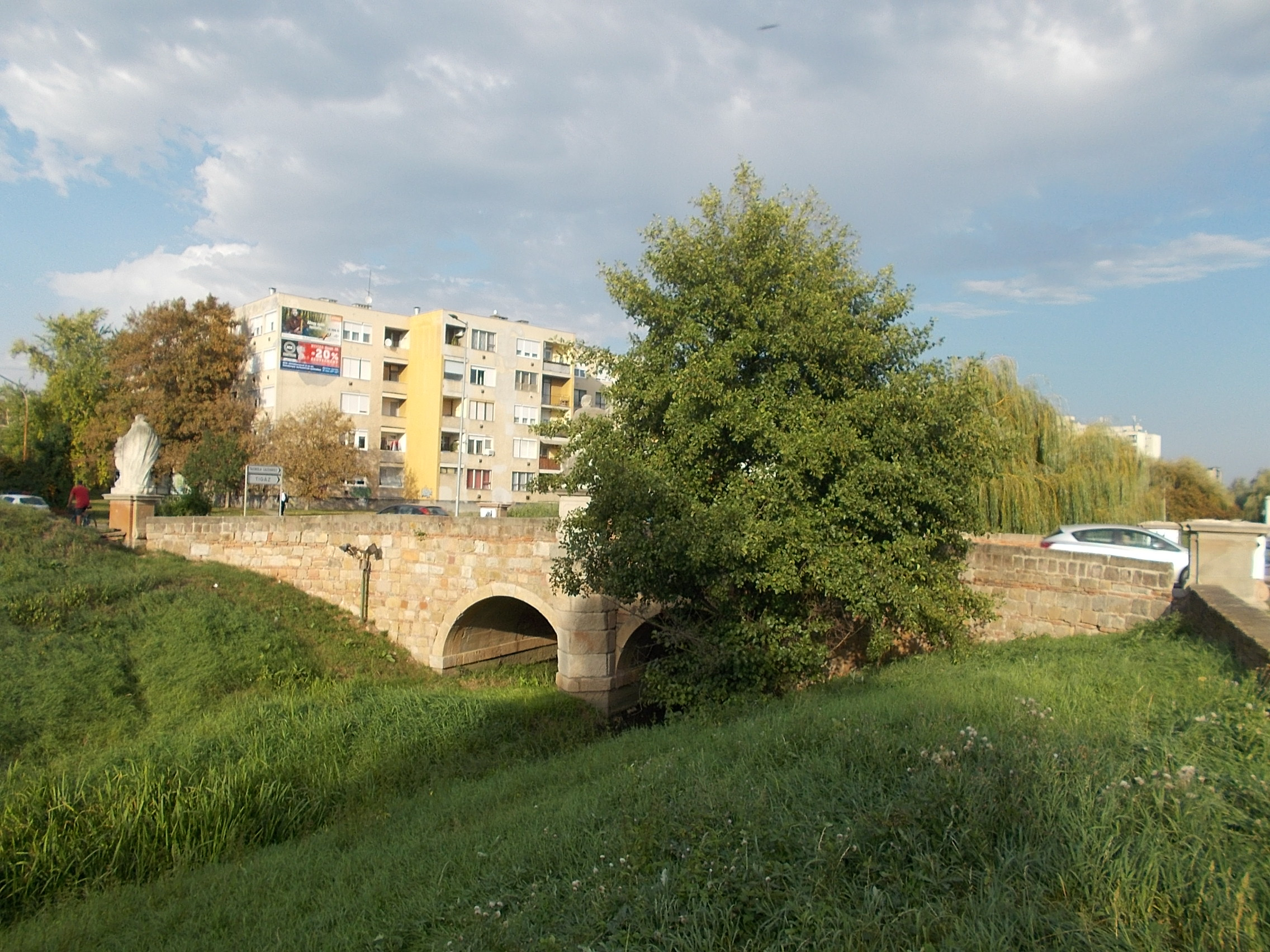
A barokk stílusban 1753-1758 között, Oracsek Ignác tervei alapján épült Kőszentes híd a Gombás-patak felett

A történelmi Magyarországon a Felvidék határának számító város a Dunakanyarban fekszik, a Duna folyam bal partján, a Naszály lábánál.
A Duna nagyban befolyásolja a város hangulatát. A belvárosi részen a parton parkosított területet alakítottak ki, a külváros partját pedig – a tilalom ellenére – strandolók százai töltik meg a meleg napokon.
Míg a szemközti parton a Visegrádi-hegység, tőle délre pedig a Pilis nyúlványai egészen a Budai-hegységig folytatódnak, északra a Naszály a Kárpátok Magyarországra átnyúló utolsó vonulatainak zárótagja, így Váctól északra hegyek, dél felé pedig Vác–Pesti-Duna-völgy sík tájképe fogadja az erre járót.

### Történelmi településrészek
A város közel 1000 éves története okán több városrészre osztható és azokon belül is léteznek területek, melyeket külön elneveztek. Településrészek térképe: 
- Alsóváros: Luxemburg, Burgundia
- Belváros: Tabán
- Kisvác: Krakó, Limbus, Iskolaváros (Szérűskert), Kőhíd, Buki
- Deákvár: Lágyas, Kertváros, Törökhegy, Bácska, Papvölgy, Óváros, Lajostelep, Altány, Téglaház, Szentmihály
- Derecske: Liget, Csatamező, Kisderecske
- Hermány
- Mária-liget
- Sejce

## Történelem

### Nevének eredete
Ma a nyelvészek többsége személynévből származó helynévnek tartja a város nevét. A Bécsi Képes Krónikában leírt legenda szerint 1074-ben, amikor a közelben vívott, a magyar trónöröklési rendet meghatározó csata előtt Géza és László herceg itt járt, a területet erdőség borította, amelyben egy Vác nevezetű remete élt, és róla kapta volna a város a nevét. Felmerült a „vác” szó mint fontosabb települést, központot jelentő szláv eredetű kifejezés is.

### Őskor

#### Kőkorszak
A későbbi város területe természetföldrajzi adottságai miatt már évezredekkel ezelőtt lehetőséget kínált az emberi megtelepedésre. A legkorábbi emberi jelenlétre a gravetti kultúra időszakából a város északi határából (Kis-Hermány, Gombás, Alsó-Csipkés dűlő) vannak nyomok. Délen, Vác és Sződliget határán a Duna-parton középső kőkorszaki (mezolitikum, Kr. e. 10 000-6000) vadászcsoport alkalmi tanyahelyéhez tartozó sátorszerű építmény és tűzhelyek maradványait tárták fel több száz kisméretű kőeszközzel.
Az első földművelő kultúra a dunántúli vonaldíszes kerámia kultúrája volt vidékünkön, aminek emlékei szórványosan a város belterületén is megjelennek, gazdagabb leletanyag azonban a város északi szélén a Duna-parton került elő.
A DVK-t váltó lengyeli kultúra jelenlétére utaló tárgyak a város északnyugati határában kerültek elő.

#### Rézkor
A lengyeli kultúra itt is megélte a korai rézkort.  A középső rézkorból a város területén a bodrogkeresztúri kultúra leleteivel találkozunk. Településüket a mai Szentháromság téren tárták fel. A késő rézkori, egész Kárpát-medencére kiterjedő badeni kultúrához sorolható leleteket a város belterületének déli szélén lévő Derecske-dűlőben tárták fel. Az ugyancsak késő rézkori bolerázi csoport leletei, pedig a mai Géza király téren és Kisvácon kerültek elő.

#### Bronzkor
A korszak elején eljutott idáig Nyugat-Európa felől a Duna mentén érkező harangalakú edények népe. Egyes régészek szerint a város északi határában a Duna mellett emelkedő Pogányvár a hatvani kultúra erődített települése volt. Kr. e. 1400/1300 táján a halomsíros kultúra népe áramlott be a Kárpát-medencébe. Vác területén a város északi szélén, az Építők útjánál került elő   hagyatékuk. A késő bronzkor második felében az urnamezős nép lakott itt. Lelőhelyeik közül a derecske dűlői homokbányát és a Hétkápolnától a Dunába folyó Kis-ér torkolatát érdemes kiemelni.

#### Vaskor
Vác a Dunakanyarral együtt a Hallstatti kultúra elterjedési területének keleti szélén helyezkedik el, ugyanakkor megtalálhatók itt a szkíta kultúra leletei is. A kelták már a Kr. e. 5. század első felében megjelentek itt. Vácon sűrű kelta településhálózatról beszélhetünk, a jelenlegi kül-és belterületen összesen 23 lelőhelyről tudunk.

### Római kor, népvándorlás kora, honfoglalás kora
Vác térsége a római korban az iráni nyelvű szarmaták s a germán kvádok közti határzónába esett. Az 5. század második és a 6. század első felében hosszabb-rövidebb ideig megtelepedtek itt a hunok, gepidák, gótok, vandálok, szkírek és langobárdok, tartós uralmat azonban egyikük sem tudott létrehozni. Az 568-tól három hullámban érkező avaroknak azonban hosszabb időre sikerült hatalmukat megszilárdítani, kaganátusuk mintegy 250 évig állt fenn a Közép-Duna vidékén. A belterület délkeleti részén található Avar utcától délre feltárt, másfél évszázadon keresztül használt temetőjük bizonyítja, hogy tartós településük volt itt is. 
A Hétkápolnánál és a Hattyú utcában talált leletek azt támasztják alá, hogy a honfoglaló magyarok már a 10. században megtelepedtek itt. Ezek a lelőhelyek a már említett avar temető közelében vannak, így elképzelhető, hogy a magyar honfoglalást megélő avarok összeolvadtak az új néppel. A szakemberek egy része szerint a kései avarok jelentős része is magyar nyelvű volt.

### Középkor

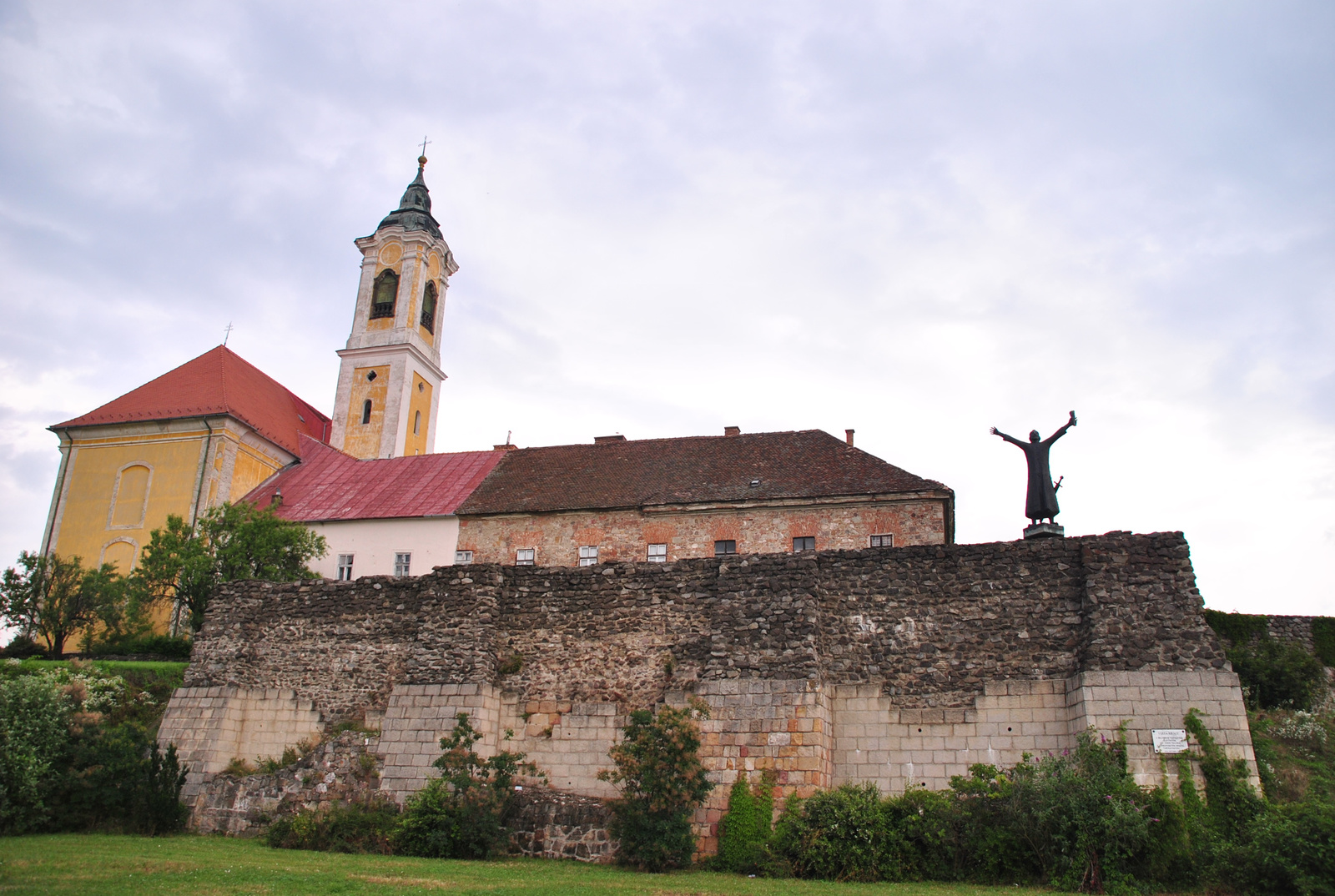
A római katolikus templom, ferences templom

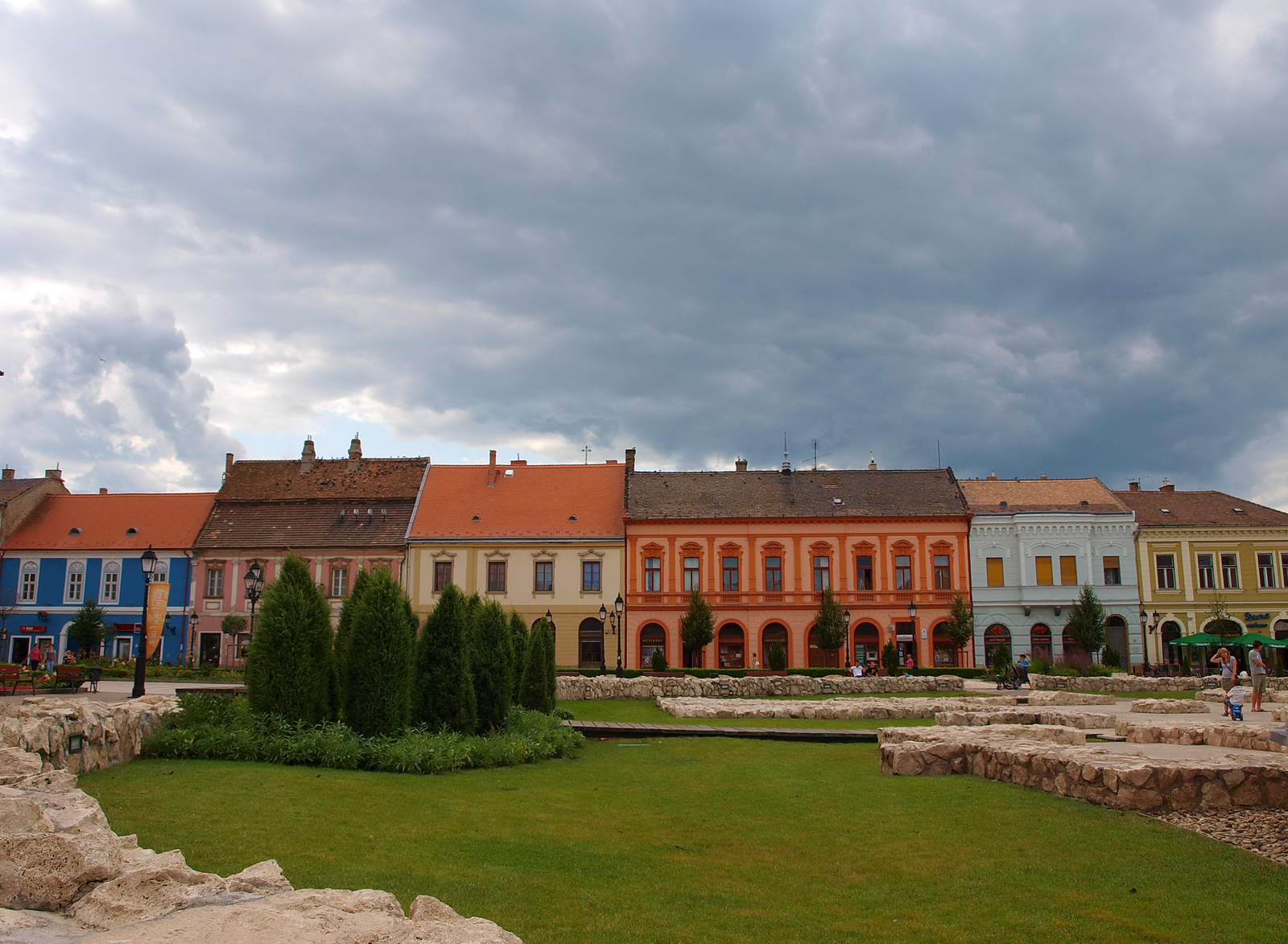
A városközpont

Kedvező adottságai miatt a terület évezredek óta lakott. A honfoglalás korában is település volt a mai Vác helyén. A Váccal kapcsolatos első írásos említés 1074-ből származik, mikor az alsó-szászországi Yburg  város évkönyve Watzenburg néven szól a városról. 1075-ből való a Garamszentbenedeki apátság alapítólevele, ebben Wac civitas néven szerepel a város.
A Váci püspökség alapjait I. István király rakta le, a püspökséget mégis I. Géza alapításának tekintik. Ettől kezdve az egyház végig jelentős szerepet játszott a város életében. A mindenkori püspök volt a város földesura, a jelenlévő főpapi udvartartás révén a város építészetileg és kulturális szerepét tekintve a kezdetektől fontosnak számított.
A középkorban a vízpart mellett egy kiemelkedő részen megépült a váci vár. Szükség is volt rá, hiszen a város a történelmi Magyarország középpontjában volt, így a fontos hadi események gyakran érintették. Így történt ez az 1241-es tatárjárás idején is, mikor a mongolok az ott biztonságot kereső lakossággal együtt felégették a vártemplomot és a püspöki udvartartás épületeit. A tatárok távozása után IV. Béla a délnémet vidékről hívott telepeseket az elnéptelenedett romok közé, akik az addigi központtól északabbra telepedtek le, a város mai főtere köré és itt építették fel saját hagyományaik szerint a Szent Mihály tiszteletére szentelt plébániatemplomot, intézményeiket, lakóházaikat.
A 14–15. században a nagy hírű humanista püspök, Báthory Miklós hozott békét a városnak: szobrászokat, festőket, építészeket hívott Vácra. A békés virágzásnak a törökdúlás vetett véget: a várost többször megostromolta mindkét fél, de végül török kézre jutott, bár 1595 és 1620 között keresztény kézen volt Vác, csak 1686-ban szabadult fel végleg. Az oszmán kézen lévő vár katonasága többségében bosnyák, a város lakossága végig magyar többségű és református vallású volt. A magyar lakosság túlélésében jelentős szerepet játszott Budai Bornemissza Bolgár Pál ügyvéd, a távol élő püspökök ügyvédje, veje felsővattai Wattay I. Pál a vármegye helyettes alispánja és unokája a felszabadításkor váci járás szolgabírája, majd a vármegye kuruc alispánja felsővattai Wattay János.

### Újkor

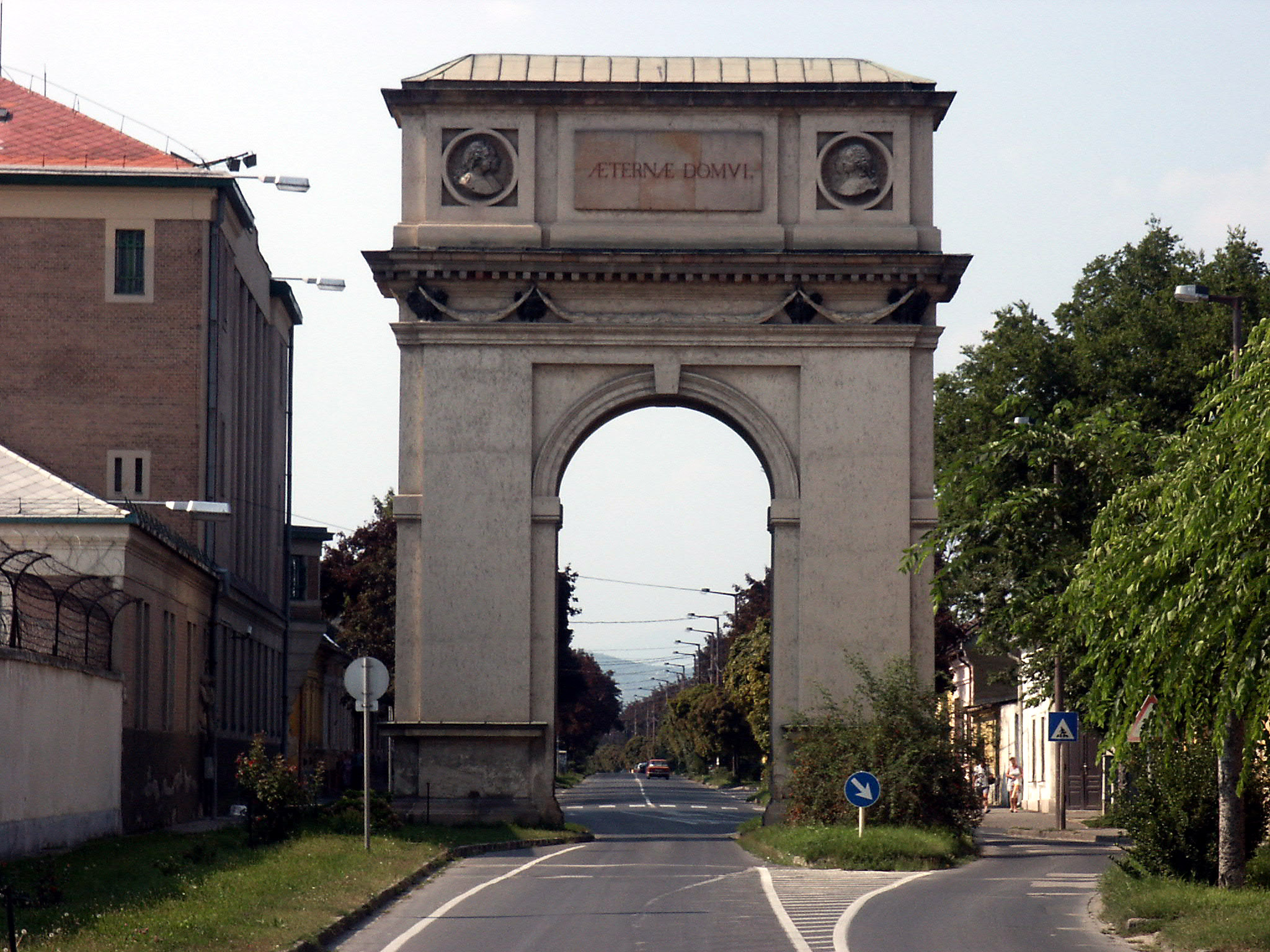
A helyiek által gyakran csak „Kőkapu” néven emlegetett, Mária Terézia tiszteletére emelt diadalív

Az újjáépítést a Rákóczi-szabadságharc alatt a labanc–rác pusztítások és az 1731-es tűzvész is hátráltatta, így a mai barokk város csak a 18. század második felére alakulhatott ki. Az erőszakos ellenreformáció térhódításának hatására a 18. században a püspök megtiltotta a nem katolikusok szabad vallásgyakorlását, ami a református lakosság kitelepítéséhez vezetett: a református telepesek a ma már a város részét képező Kisvác néven alapítottak jobbágytelepet. A püspökök helyükre római katolikus német lakosságot, szláv papságot telepítettek.
Mindeközben a város élénk fejlődésnek indult: a 18. század második felének meghatározó püspökei (Migazzi Kristóf Antal és Althann Mihály) folyamatosan fejlesztették a várost. A '40-es évek elején pusztító pestisjárvány megállítására emelték a Szent Rókus-kápolnát, 1745-re befejeződtek a Piarista templom építési munkálatai, 1755-re pedig megépült a Domonkos rend temploma is, melyet – használóinak fehér öltözéke után – a nép Fehérek templomának nevezett el. 1764-ben Mária Terézia személyesen látogatott Vácra, akinek tiszteletére Vácott megépítették az ország máig egyetlen diadalívét. Az uralkodónő azonban gyanakodva fogadta az ajándékot, így látogatásakor nem mert áthajtani a Kőkapu alatt, kocsisával kikerültette. 1766-ra megépült a Vác kincsestárának is nevezett Ferences templom, 1772-re pedig befejeződött a mai püspöki palota építése is, Migazzi Kristóf nevét pedig bárki megtalálhatja a Váci székesegyház szentélyét kutatva.
| Leírás a településről a 18. század végén |
| --- |
| „VÁCZ: Vacium Vatzen. Régi híres, és jeles Püspöki Város Pest Vármegyében, földes Ura a’ Váczi Püspök, és Káptalanbéli Uraságok, Lakosai Magyarok, Németek, kevesebb Rátzok, és Tótok, leginkább katolikusok, ó hitüek, és Kis-Váczon reformátusok. Fekszik Duna vizének partyán, Pesthez négy mértföldnyire. Eredete felől külőmbféle vélekedésben vagynak az Irók, 955-dikben már állott vala, ’s Püspökségének felállíttatását Sz. ISTVÁN Királynak tulajdoníttyák; vólt K. Szentegyházának felállíttatását pedig Első GEIZA Királynak, 1076-dikban, győzedelmének emlékezetéűl, mellyet itten SALAMON Királyon nyert vala. Az időben Nógrád Vármegyéhez tartozott e’ Város, ’s Buda Várának megvétele után kaptsoltatott Pest Vármegyéhez. Hajdan nevezetes, és erős Város is vólt, a’ mint a’ régi épűleteit képzeltető rajzolatok bizonyíttyák, ’s ó, és új Vácznek neveztetett. Várában vala a’ Püspöki Kastély, a’ fő Szentegyház, a’ Kánonok Uraknak lakó helyeik, ’s a’ Dominikánusoknak Klastromjok; Oskolájok is híres vala, míg a’ Tatárok által fel nem dúlattatott e’ Város 1241-ben. E’ szörnyű elpusztúlása után ismét felépíttetett, ’s néminéműképen meg is erőssíttetett vala; de vólt előbbi díszéhez nem közelíthetett. Elevenedett, ’s szépen gyarapodott vala MÁTYÁS Királynak uralkodása alatt, mert akkori Püspökje Bátori, mintegy második Gyarapítója vala e’ Városnak, ’s általa nevezetes épűletekkel, ’s egyebekkel díszesíttetett. Az Ozmanoknak Hazánkban lett háborgatások’ idején, valamint Buda, és Pest, úgy e’ Város is eleget sanyargattatott, ’s viszontagságaik majd közösek vóltak. Nevezetesíttetett ellenben 1535-dikben, midőn I. FERDINÁND Tsászár ZÁPOLYA JÁNOSSAL itten Békekötést szerzett vala; 1540-dikben pedig meghódította. Újjabb veszedelmes homályba merűlt 1543-dikban, mert az Ozmanok hatalmok alá hajtották, ’s a’ Várost, és annak szenteltt épűleteit úndokúl változtatták-el. Ugyan is az ő Moséjok leve a’ Káptalannak Szent egyháza, Sz. Mihálynak emlékezetére szenteltt Templomát pedig, melly másodszori felépíttetése után készűlt, a’ Reformátusok foglalták-el, ’s jeles Oskolát is emeltek vala itten. Nevezetes táborozásnak helye vólt 1597-dikben, mellynek akkori mivóltát le rajzoltt képei bizonyíttyák. 1619-dikben Betlennek bírtokába jutott, azután pedig az Ozmanoknak adatott vala által, a’ kik Szentegyházát 1626-dikban lerontatták, ’s köveiből a’ Várat erőssíttették-meg: mert 1624-dikben a’ Tsászáriak által zsákmányozást szenyvedett. Nagyon megaláztatott, ’s tsekélyíttetett vala az Ozmanoknak uralkodások alatt e’ Város, és a’ külömbféle ínségek miatt még a’ Reformátusoknak Oskolájok is megtsökkent; kevés megmaradott lakosai elég sanyarúságokat szenyvedtek, míg 1684ben a’ Tsászáriak által az ozman piótzák el nem kergettettek. Felgyújtatott általok 1685-dikben, ’s illy sínylődése után jutott ismét a’ Tsászárnak bírtokába. Tsendesedvén ezután a’ hadi zajos veszedelmek, ’s vérengező viszontagságok, Püspökjei, és földes Urai is viszsza tértek, ’s lassanként jobb meg jobb rendbe, és állapotba helyheztették mind a’ Várost, mind pedig annak épűleteit. Ugyan is Kéri János Püspök alatt kezdődvén újjabb rendbe hozattatások, már Balog Miklós Püspök által nevezetesen öregbíttetett; 1700-dikban pedig Dvornikovich Mihály Püspök által. 1713-dikban kezdvén, ’s azután is szép előmenetelt nyert Kolonics Zsigmond Püspökje által is. Újjabb öregbűléseket nyert e’ Város Álthán Mihály Püspök alatt, nemkülömben Gr. Migazzi Püspök alatt, a’ ki 1727-ben méne a’ Bétsi Érseki Székbe. Azután Gr. Forgách Püspök gyarapította. 1742-dikben két részre osztattatott a’ Város, úgymint a’ Püspöki, és Káptalanbéli Uraságoknak részekre, melly rendtartás még ma is meg van e’ Városban; ’s a’ Tanáts is kétféle, úgymint Püspöki, és Káptalanbéli; amaz 12, ez pedig 6 Tanátsbéli Személlyekből áll. 1759-dikben Gr. Eszterházi Károly ő Excellentziájának Püspöksége alatt a’ Kispapi épűletek megújjíttattak, ’s nagyobbíttattak. Harmadik nevezetes felépűlését, ’s tsínosodását, Gróf Migazzi, 1761-dikben másodszori Püspökjének, most Bétsi Érseknek köszönheti. Ugyan is újjabb rendbe hozván az Oskolákat 1763ban, a’ Városnak ékesíttetéséhez kezdetett, és azt mintegy más újjabb, sokkal szebb, ’s tsínosabb rendbe hozatta. Elrontatván a’ Városnak régi kapuját, és Szentegyházát, sokkal szebb rendbe hozatta az útszákat, és olly pompás Szentegyházat építtetett római ízlés szerént, melly valóban örök emlékezetet származtat kegyes Építtetőjének. Bővebb leírását, ’s képét lásd Kánonok Róka Úrnak munkájában; Történeteit pedig Bél Mátyásnál, Vácz Városának le írásában. Az említett nagyon díszes Szentegyházon e’ felűlírat van: D. O. M. In honorem assumptć in Cślum Virginis, & San. Michaelis Archangeli, Christoph. Card. a Migazzi hanc faciem, & Ecclesiam a fundam. erexit. Inceptum MDCCLXII. Perfectum M.DCCLXXVII. Belől a’ hamu szinű márványból készűltt nagy Óltár felett: Deo Servatori Sacrum. A.MDCCLXXIV. A’ több négy díszes Óltárjai veres márványból készűltek; a’ Lelki tanító Szék fejér márványból, a’ püspöki Szék felett pedig tulajdon képe szemléltetik az említett kegyes Építtetőnek. Festése, egész díszessége olly nevezetes e’ Szentegyháznak, hogy annak egész leírása meszsze elvonna tzélunktól. Újjabb hírt, ’s nevezetességet szerzett e’ Városnak 1764-ben FERENTZ Tsászárnak, M. TERÉZIA Királynénak, ’s a’ Királyi Hertzegeknek itten vólt igen pompás múlatások, melly alkalmatossággal jeles nagy kőből épűltt győzedelmi Kapu is építtetett vala, és méltóképen feltsínosíttatott: alapjába tétetett pedig az emlékeztető pénz, melly e’ nagy királyi pompát a’ késő Maradék előtt is emlékezetben tartsa. A’ hajó, mellyen a’ Királyi Udvar Pozsonyból leútazott, belől veres bársonnyal, ’s gyönyörű ízléssel vala felékesítve. 1766-dikban pedig KRISZTINA Fő. H. Aszszony tisztelte-meg Férjével egygyütt e’ Várost. – Valóban elfelejthetetlen ékesítéseket tétetett vala itten az említett akkori földes Uraság, ’s a’ sok külömbféle épűleteken kivűl némelly útszáit is kirakatta, a’ Püspöki Városi Tanátsházat megújjíttatta, ’s nagyobbíttatta. A’ Püspöki Kastélyon, melly e’ Városnak nevezetes ékessége, e’ felűlírat van a’ kert felől: M. Fridericus Card. ab Althan fundamenta jecit. Ejus a Fratre Nepos Carolus cellaria fecit; Christoph. Card. a Migazzi śdes exstruxit 1771. Kivűl pedig: Prćtorium Migazzi 1774. Az Árvákházán e’ sorok vagynak: Dei Laudi ex ore infantium perficiendo Sacr. Religionibus augustius peragendis, utriusque Reipublicć bono promovendo – Christophorus Card. a Migazzi Pauperibus ex Hungarica Nobilitate pupillis, aut pueris ad fidem conversis, has ćdes posuit anno 1781. Több vólt Püspökjeinek nevezetességeit lásd F. T. Práy György Kánonok Úrnak Hierarchiájában, a’ kikhez példás kegyességéért, és sok féle jótéteménnyeiért, tedd N. B. Splényi Uraságok. – 1774-dikben a’ Dominikánusoknak Tornya, a’ belől támadott tűz miatt megkárosíttatott. 1797, és 98-dikban a’ Piáristáknak megújjíttatott Szentegyházával díszesíttetett. Jeles könyvnyomtató ház is van benne, mellyben kivált mostanában hasznos, és díszes betűkkel nyomtatott magyar könyvek szaporodnak. Határja jól termő, borai kedvesek, kivált némelly hegyekről; fájok szűken van, legelőjök meglehetős, vásárjai népesek, és hasznosak; piatzok helyben, ’s másutt is.” |

### 19–20. század

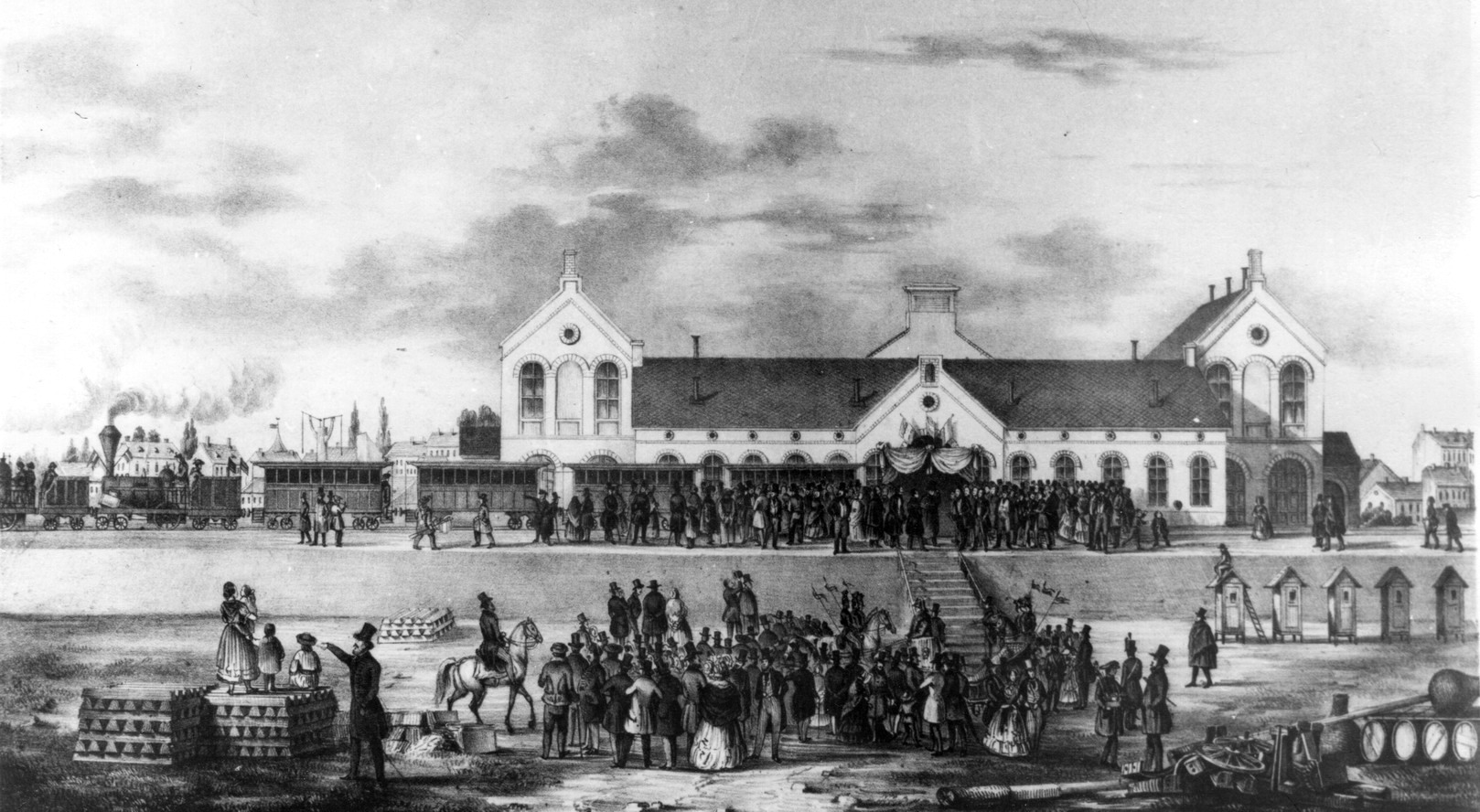
A Pest–Vác vasútvonal megnyitása

A 19. században iparosodásnak indult a város, a céheket manufaktúrák, majd gyárak váltották fel. 1846-ban megnyílt a Vácot Pesttel összekötő első magyar vasútvonal, amiért azonban a váci kereskedők korántsem lelkesedtek annyira, mint mondjuk Petőfi, hisz a gyors összeköttetés a nagyvárossal a helyi kereskedelem visszaszorulását hozta.
Az 1848–49-es szabadságharc két nagy csatája zajlott Vácon, melyeknek a város déli kapujánál, a Hétkápolna közelében állítottak emléket. A kiegyezést követően a századfordulóra megindult a polgárosodás, sportklubok, önképző körök és virágzó helyi sajtó jellemezte a várost.
1939-ben, Lengyelország megszállása után több mint százezer lengyel menekült érkezett Magyarországra, közülük sokan Vácra is. A városban lengyel árvaház működött, és számos lengyel zsidó felnőtt és gyerek is menedékre lelt itt. 1944 júniusában azonban a zsidó lakosságot Vácott is gettóba kényszerítették és a hónap végén Auschwitzba deportálták. A második világháború végén Vác súlyos károkat szenvedett, 1944. december 8-án foglalta el a szovjet hadsereg.
Az 1950-es évekre megváltozott a város szerkezete: a város addig gerincét képző egyházi intézményrendszert az állam háttérbe szorította, a főbb intézmények irányítását átvette. A felduzzadó lakosság (munkások érkeztek az újonnan alapított bányába) kiszolgálására lakótelepeket építettek. Vác Pest-Pilis-Solt-Kiskun vármegye része volt 1950-ig, amikor is a vármegyéket megyékké alakították.
1960-ban adták át az autóbusz-állomást.

### A rendszerváltás után
A rendszerváltás óta az egyház szerepe ismét nő. Az ipar leépítése miatt megszűnt munkahelyek lehetőséget adtak a város visszaalakulására. Az egyház révén ismét megjelent a felsőoktatás, és felújították az egyházi tulajdonba visszakerült ingatlanokat is.

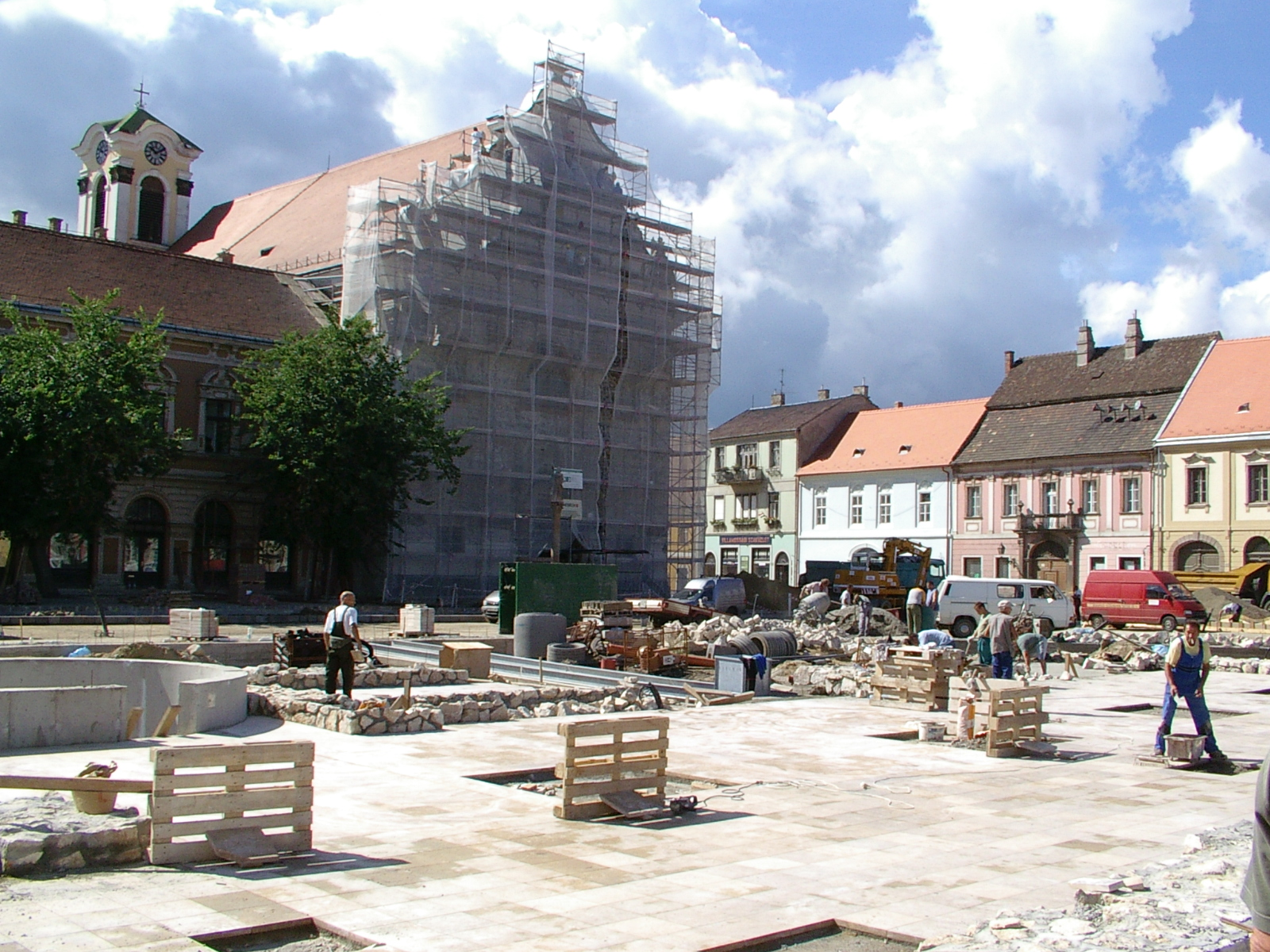
A megújuló főtér (2007-es állapot)

Az 1990-es évek legelején egy pap a Fehérek temploma alatti elfeledett pincében 18. századi múmiákra és gyönyörűen festett koporsókra lelt. A lelet világviszonylatban egyedülálló, a tetemek a kriptában létrejött környezetben hihetetlen jó állapotban konzerválódtak. A vizsgálatok kimutatták, hogy a halottak némelyike életében (feltételezések szerint génmutáció révén) rezisztens volt különböző halálos betegségekre.
2006-ban átadták az átépített, megszépült Március 15. teret.

## Önkormányzat és közigazgatás

### Jelképek
A város címerének és zászlajának alkotásáról és használatának szabályozásáról Vác Város Önkormányzatának 49/2013. (X.18.) sz. rendelete szól.

#### A címer története
Az 1075-ben kiadott garamszentbenedeki apátság alapító levele szól a „Vác várában” lévő Szent Mária Püspökségről, s a korabeli gyakorlat szerint ezzel egy időben székeskáptalanok is szerveződtek. A váci káptalan 1268-beli pecsétjén szerepel először a koronás Szűz Mária ülő helyzetben, balján a gyermek Jézussal.
Az 1457-ben használatos pecséteken gyermekét dajkáló koronás Szűz Mária ül, aki kezében királyi pálcát tart, s lábainál holdnegyed látható. Ez 1526-ban annyiban változott, hogy Szűz Mária jobb válla mellett egy sas, bal válla fölött egy csillag van ábrázolva.
A káptalani pecsét mintájára készítette el a város polgársága a középkorban használt pecsétnyomóját. Az 1689-es pecsét kerek mezőjében a holdsarlón trónoló glóriás Szűz Máriát látjuk, jobbján a gyermek Jézussal, aki jobb kezével keresztet emel, anyja bal vállán liliomos jogart nyugtat, s a holdsarló mellett két oldalt kinövő szár jobb csúcsán kettő természetes liliom fölött fehér galamb, bal csúcsán három természetes liliom.
Püspök-Vác 1743-ban vésett pecsétjén szerepel először pajzsra emelt címerkép. (Címerről csak akkor beszélhetünk, ha a címerképet pajzson ábrázoljuk.) Ez a pajzsforma azért figyelemre méltó, mert majd az 1902-től 1949-ig használt pecséteken tűnik fel, sőt ez lesz az 1970-ben újonnan tervezett címerkép hordozója is.
Püspök-Vác, Káptalan-Vác 1859-ben történt egyesítése után Vác városa továbbra is megtartotta régi címerét. Az 1929-ig forgalomban levőkben a pajzs felső peremére öt lombos rangjelző korona kerül.
1949-ben a belügyminiszter megszüntette az addig használt ősi címereket. Vác városa 1970-ben határozta el új címer létrehozását, (kőkapuval, három kéménnyel) melyet 1989-ben módosított az alábbiak szerint:

#### A címer leírása (1. §)
„Barokkizált pajzs kék mezőjében ezüst holdsarlón trónoló Szűz Mária kék palástban, vörös ruhában. Bal térdén a mezítelen, aranyglóriás gyermek Jézussal, ki bal kezében arany országalmát tart. Anyja jobb kezével jobb vállain arany liliomos jogart nyugtat. A hold sarló jobb csúcsánál két-, a bal csúcsánál három ezüst liliom. A pajzson ötlombos arany címerkorona van.”

#### A zászló leírása (2. §)
„A város zászlója vízszintesen vörös és kék (vörössel és kékkel vágott). A zászló középtengelyében, az árbóc felőli harmadában a város címere látható. A zászlót arany rojt szegélyezi.”

### Polgármesterei
- 1990–1994: Bartos Ferenc (nem ismert)[17]
- 1994–1998: Lábai László (MSZP)[18]
- 1998–2002: Lábai László (MSZP)[19]
- 2002–2006: Dr. Bóth János (MSZP)[20]
- 2006–2010: Dr. Bóth János István (MSZP)[21]
- 2010–2014: Fördős Attila (KDNP)[22]
- 2014–2019: Fördős Attila (Fidesz-KDNP)[23]
- 2019–2024: Matkovich Ilona (Momentum-DK-Vácért Lokálpatrióta Egyesület-Jobbik-LMP-Szavad Egyesület-MMM-MSZP-PM)[24]
- 2024– : Matkovich Ilona (Összefogás 2024 Egyesület-Momentum-DK-Vácért Lokálpatrióta Egyesület-MMN-SZAVAD-Jobbik-MSZP-PM)[1]

### A 2024-es önkormányzati választás eredménye
- A polgármester-választás eredménye[25]

| Jelölt neve             | Jelölő szervezet(ek) | Jelölő szervezet(ek) | Szavazatok száma | Szavazatok aránya |
| ----------------------- | -------------------- | --- | ---------------- | ----------------- |
| Matkovich Ilona         |                      | Összefogás 2024 Egyesület – Momentum – DK – Vácért Lokálpatrióta – MMN – SZAVAD Egyesület – Jobbik – MSZP – Párbeszéd- ZÖLDEK | 7218             | 44,17%            |
| Imre Zsolt              |                      | Fidesz – KDNP | 6454             | 39,50%            |
| Dr. Rosta Zsolt         |                      | Mi Hazánk | 883              | 5,40%             |
| Dr. Csereklye Krisztina |                      | VVVE | 603              | 3,69%             |
| Fördős Attila           |                      | Független | 445              | 2,72%             |
| Dr. Gaspar Erika        |                      | Független | 415              | 2,54%             |
| Dodek Norbert           |                      | Nép Pártján | 322              | 1,97%             |
| Összesen                |                      | | 16 340           | 100%              |

- A képviselőtestület-választás eredménye[26]

| Párt | Párt | Mandátumok | Képviselő-testület | Képviselő-testület | Képviselő-testület | Képviselő-testület | Képviselő-testület | Képviselő-testület | Képviselő-testület | Képviselő-testület | Képviselő-testület | Képviselő-testület | Képviselő-testület |
| ---- | --- | ---------- | ------------------ | ------------------ | ------------------ | ------------------ | ------------------ | ------------------ | ------------------ | ------------------ | ------------------ | ------------------ | ------------------ |
|      | Összefogás 2024 Egyesület – Momentum – DK – Vácért Lokálpatrióta – MMN – SZAVAD Egyesület – Jobbik – MSZP – Párbeszéd- ZÖLDEK | 9          | P                  |                    |                    |                    |                    |                    |                    |                    |                    |                    |                    |
|      | Fidesz – KDNP | 5          |                    |                    |                    |                    |                    |                    |                    |                    |                    |                    |                    |
|      | Mi Hazánk | 1          |                    |                    |                    |                    |                    |                    |                    |                    |                    |                    |                    |

## Népesség
A település népességének változása:
| Lakosok száma | 33 475 | 33 302 | 32 728 | 32 828 | 36 310 | 34 449 | 34 040 | 34 001 |
|               | 2013   | 2014   | 2018   | 2019   | 2020   | 2022   | 2023   | 2024   |

A 2011-es népszámlálás során a lakosok 85,2%-a magyarnak, 1,2% cigánynak, 1,1% németnek, 0,3% románnak, 0,5% szlováknak mondta magát (14,6% nem nyilatkozott; a kettős identitások miatt a végösszeg nagyobb lehet 100%-nál). A vallási megoszlás a következő volt: római katolikus 42,4%, református 6,9%, evangélikus 2,6%, görögkatolikus 0,4%, felekezeten kívüli 15% (30,3% nem nyilatkozott).
2022-ben a lakosság 87,8%-a vallotta magát magyarnak, 1% cigánynak, 0,9% németnek, 0,4% szlováknak, 0,3% ukránnak, 0,2% görögnek, 0,2% románnak, 0,1-0,1% szerbnek, lengyelnek, horvátnak, örménynek és ruszinnak, 4,4% egyéb, nem hazai nemzetiségűnek (11,9% nem nyilatkozott; a kettős identitások miatt a végösszeg nagyobb lehet 100%-nál). Vallásuk szerint 34% volt római katolikus, 6,3% református, 2,6% evangélikus, 0,7% görög katolikus, 0,1% izraelita, 0,1% ortodox, 2% egyéb keresztény, 0,9% egyéb katolikus, 13,4% felekezeten kívüli (39,7% nem válaszolt).

## Gazdaság

### Az iparosodás kezdetei az újkorban
Az egykori kereskedőváros életében a vasút megépülése jelentős átalakulást hozott. A helyi kereskedelem a közeli pesti piac miatt háttérbe szorult, míg a helyi ipar a vasút megjelenésével hangsúlyosabb szerephez jutott.
Ma is működő büntetés-végrehajtási intézete (Váci Fegyház és Börtön) – ahol a fogvatartottakat a kezdeti időktől termelőmunkával foglalkoztatják – 1855-ben létesült.
1889-ben Vácott alakult meg Magyarországon az első kötöttárugyár, Első Magyar Szövő- és Kötőgyár Rt. néven, amely a Váci Kötöttárugyár nevet az 1948. március 26-án történt államosítása után vette fel. A korábban nagy sikerrel működő, a hazai textiliparban jelentős szerepet játszó vállalat 1998-ban csődközeli állapotba került és végül 2000-ben a céget felszámolták.

### A pártállam idején
A kommunista hatalomátvétel után az országban zajló iparosítási hullám még inkább iparvárossá tette Vácot: Dunai Cement- és Mészmű (DCM) néven alakult meg a Naszály déli oldalán bányászott mészkőből cementet készítő vállalat, a vasút szárazföld felőli oldalán öntöde alakult, a pesti városvégénél pedig gumigyárat, fotokémiai gyárat (FORTE), hajógyárat és házgyárat hoztak létre és ezzel együtt megkezdődött a panelházakból álló lakótelepek építése is.

### Napjainkban
Mára a város gazdasága ismét átalakulóban van: a rendszerváltás után lezajlott privatizáció során a régi állami nagyvállalatok magántulajdonba kerültek, az egykor több ezer munkást foglalkoztató Dunai Cement- és Mészműből (DCM) Duna-Dráva Cement Kft. (DDC) lett, és az adminisztrációt végző személyzeten kívül rengeteg dolgozót elbocsátottak, ma már gépek végzik a régi kétkezi dolgozók munkáját. Az egykori Taurus gumigyár üzemeltetője a Henkel lett, ami profilváltással is járt.
Gyorsforgalmi útja (M2) és tekintélyes múltja azonban ma is vonzóvá teszi a várost. A belvárosban, Vác „Váci utcájának” számító Széchenyi utcában valamennyi nagyobb európai és magyar bank és biztosítótársaság rendelkezik fiókkal.
1990 óta komoly mértékű külföldi működőtőke települt be, és az újonnan épült ipari parkban a Zollner elektronikai gyár mellett az IBM üzemeiben húsz éven át számítógép-alkatrészeket szereltek össze. 2023 augusztusában azonban a sajtó arról értesült, hogy bezár az IBM háttértárolókat előálító váci üzeme, és az amerikai cégcsoport IBM Data Storage Systems (DSS) Kft. nevű leányvállalata megszűnik. A kft. 2003-ban telepedett le Vácon és a város egyik legnagyobb iparűzésiadó-befizető cége lett. Az üzemben a gyártást 2024 első negyedévére tervezték befejezni.
2007-ben évtizedekig tartó folyamatos termelés után bezárták a nagy múltú FORTE fotokémiai cikk-gyárat, amely a rendszerváltás előtt a szocialista blokk országait látta el fotokémiai termékekkel, és amely munkahely miatt eredetileg megépült az egész alsóvárosi lakótelep.

## Infrastruktúra

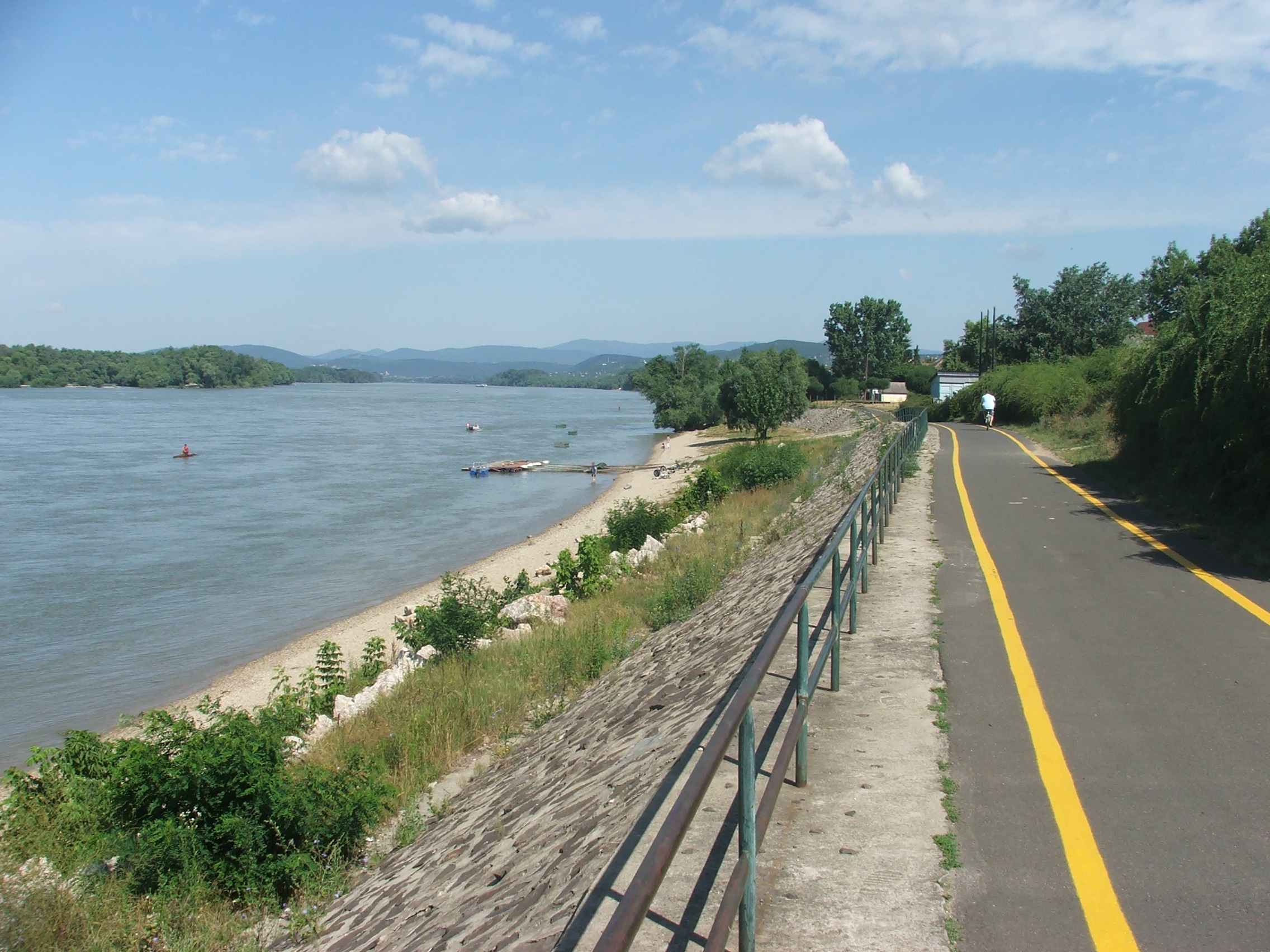
Vác könnyen megközelíthető kerékpárral, a Budapest–Szob útvonalon

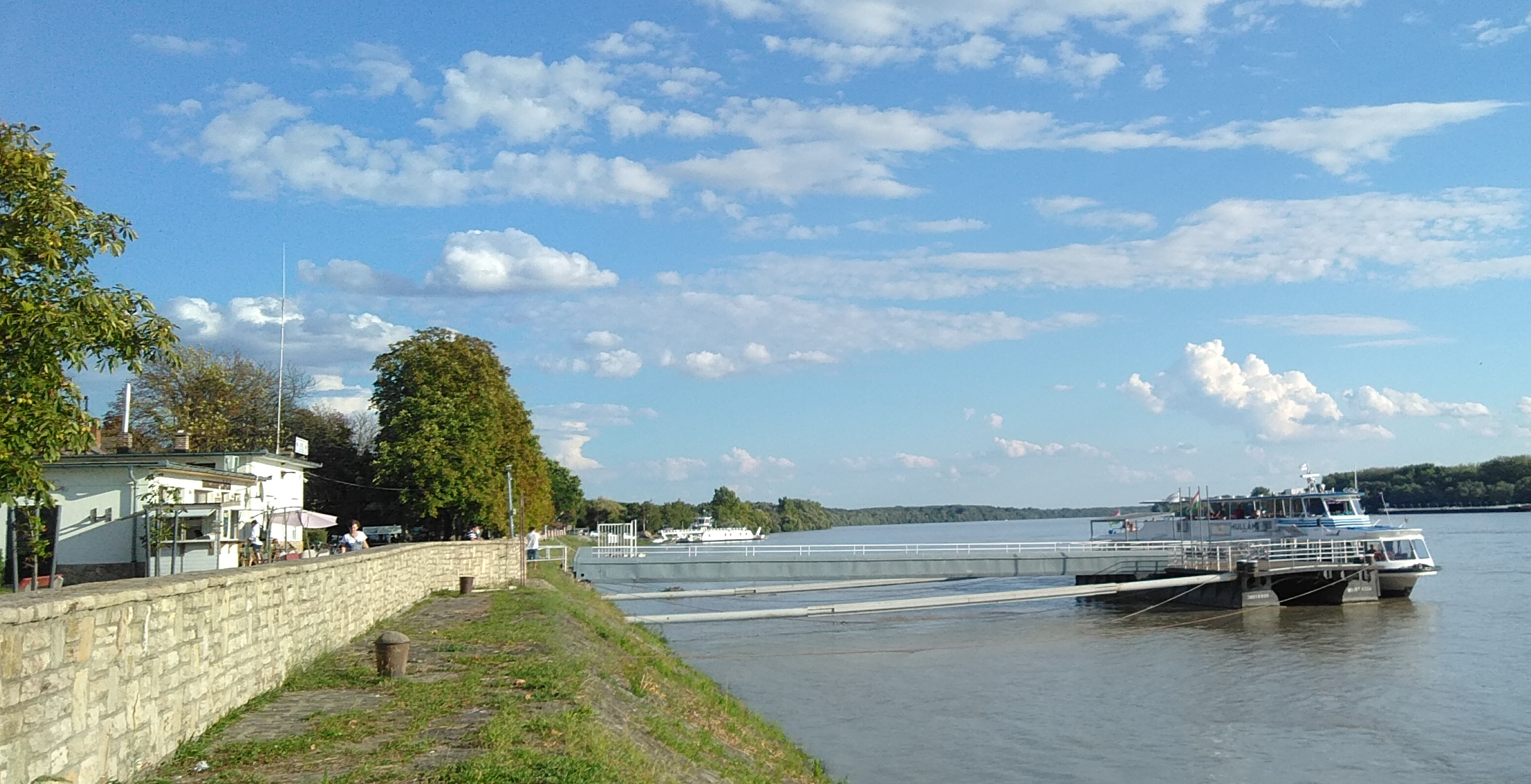
A váci hajóállomás

### Közlekedés
Budapest irányából könnyen megközelíthető autóval az M2-es autóúton és a 2-es főúton, a Nyugati pályaudvarról 25 perc alatt zónázó vonatokkal a MÁV 70-es számú Budapest–Szob-vasútvonalán, autóbuszon vagy biciklivel a Duna mellett futó Budapest-Szob kerékpárúton, nyáron pedig a Budapest és Esztergom között közlekedő kirándulóhajókkal is.
A környező települések közül a Dunakanyar nyugatabbi fekvésű helységeivel (Nagymaros, Szob, stb.) a 12-es főút, Vácrátóttal, Őrbottyánnal, Veresegyházzal és Gödöllővel a 2104-es, Vácdukával a 21 113-as, Ráddal, Penccel és Verseggel a 2106-os, Kosddal pedig a 21 117-es út köti össze (határszélét északon érinti még a 12 101-es számú mellékút is).
A Dunán egész évben közlekedő komphajó járat köti össze Tahitótfaluval, így Esztergom vagy Szentendre felől is megközelíthető a város (a rév kiszolgáló útja a váci oldalon a 12 303-as, a túlparton az 1114-es út).
Amióta megépült a 2/A főút (ma M2-es autóút), azóta a Budapest–Ipolyság–Krakkó útvonal forgalma elkerüli a várost.

## Kultúra

### Oktatás

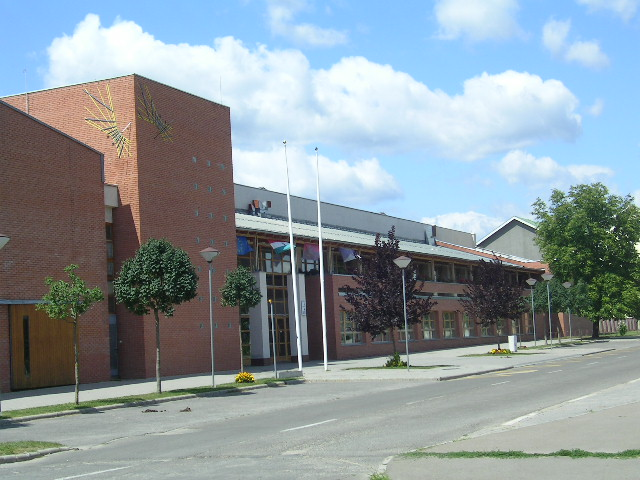
A Boronkay György Műszaki Szakgimnázium és Gimnázium épülete a Szérüskertben

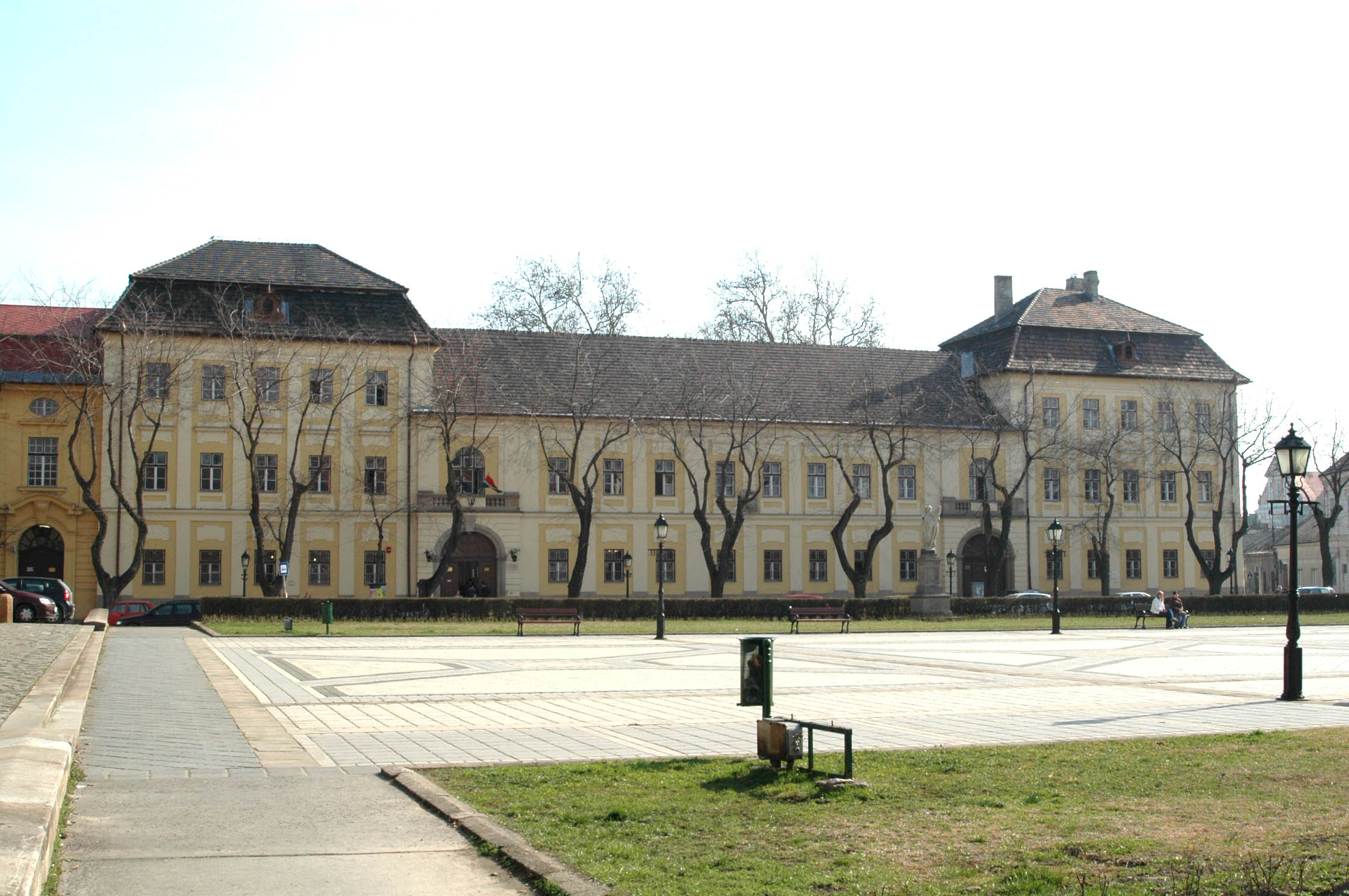
Az Apor Vilmos Katolikus Főiskola

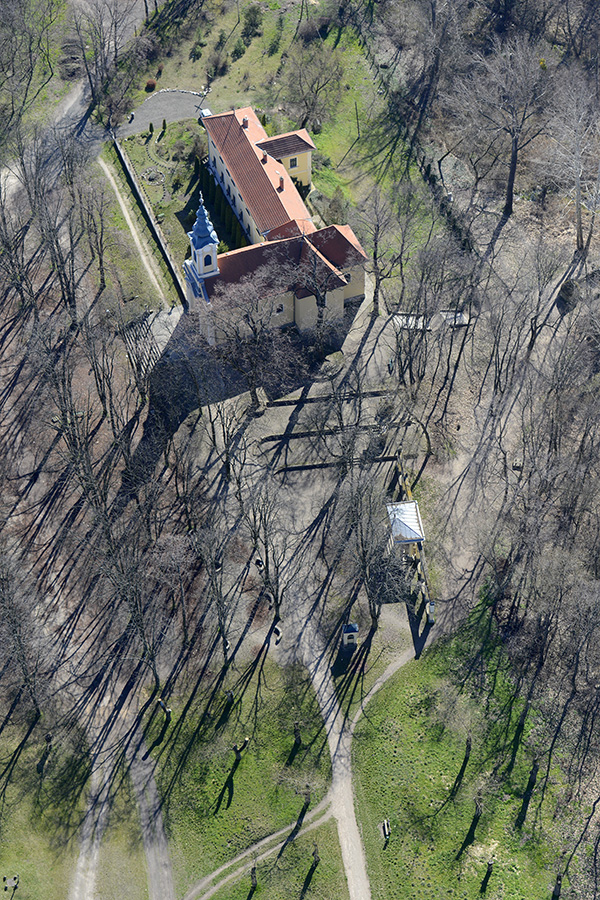
Hétkápolna – Országos búcsújáró hely légi fotón

Vác úgynevezett „iskolaváros”, a környező Pest és Nógrád vármegyei települések ifjú lakosai tartoznak a váci iskolakörzetbe.

#### Általános Iskolák
- Árpád Fejedelem Általános Iskola
- Földváry Károly Általános Iskola
- Juhász Gyula Általános Iskola
- Petőfi Sándor Általános Iskola
- Radnóti Miklós Általános Iskola
- Karolina Katolikus Általános Iskola
- Waldorf Általános Iskola

#### Középiskolák
- Boronkay György Műszaki Szakgimnázium és Gimnázium
- I. Géza Király Közgazdasági Szakközépiskola és Karacs Teréz Kollégium
- Váci Madách Imre Gimnázium
- Bernáth Kálmán Kereskedelmi és Vendéglátóipari Szakképző Iskola
- Selye János Humán és Zeneművészeti Szakközépiskola
- Király Endre Ipari Szakközépiskola, Szakiskola és Kollégium
- Táncsics Mihály Mezőgazdasági Szakképző Intézet
- Váci Piarista Gimnázium és Kollégium

#### Főiskola
- Apor Vilmos Katolikus Főiskola
- Borromei Szent Károlyról nevezett Hittudományi Főiskola és Szeminárium

#### Zeneiskola
- Bartók Béla Zeneiskola
- Karolina Kórusiskola, és AMI

### Vác a művészetekben

#### Film
- Csendkút (rend. és í.: Pozsgai Zsolt) – játékfilm, 2007
- Block-66 (rend.: Lóránt Demeter, í.: Füredi Zoltán) – játékfilm, 2009
- A temetetlen halott (rend. és í.: Mészáros Márta) – játékfilm, 2004
- Főtér: 41. adás – ismeretterjesztő
- Abigél - négy részes, színes magyar tévésorozat, 1977

### Média
Televízió:
- ES Tv – egy váci tv-csatorna amely hétköznapokon 20 órától kb. 23 óráig sugároz műsort (pl. híradó). A fennmaradó műsoridőben és hétvégén hirdetések vannak.
- Dunakanyar Televízió

Rádió:
- Megafon FM 91.9 MHz (balassagyarmati kereskedelmi rádió váci reléadója)

Sajtó:
- Váci hírnök A váci önkormányzat havilapja.
- Dunakanyari Napok – a Dunakanyar hír- és információs oldala
- Váci Napló
- Váci Polgár
- Dunakanyar régió
- Alsóváros
- Váci Hírhatár

## Turizmus

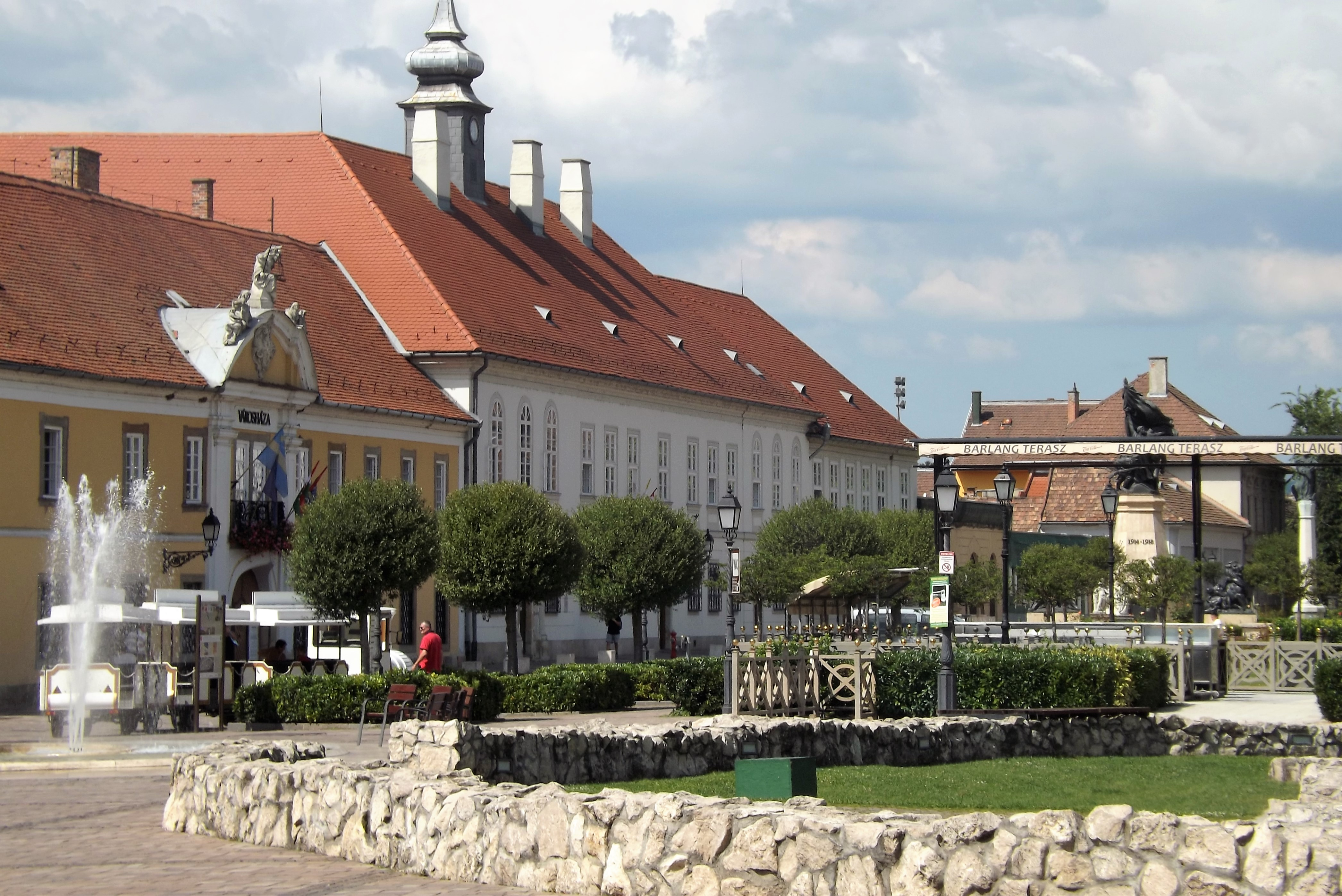
Vác, a megújult Főtér egy részlete

Minden évben turisták sokasága keresi fel Vácot, elsősorban könnyű megközelíthetősége, gazdag történelme és a rengeteg látnivaló miatt. Kereskedelmi szálláshelyeken eltöltött vendégéjszakák tekintetében ugyanakkor nincsen Magyarország 20 legnépszerűbb települése között.
Feltétlenül érdemes a túrázóknak sétálni egyet a főtéren, a Duna-parton. A belvárosban tucatnyi étterem közül válogathat az éhes turista. A több napra érkezőknek ajánlott előre lefoglalni szállásukat, mert ezekből nincs sok Vácott.

### Látnivalók

#### Épületek
A Március 15. tér épületegyüttese:
- Fehérek temploma és rendház

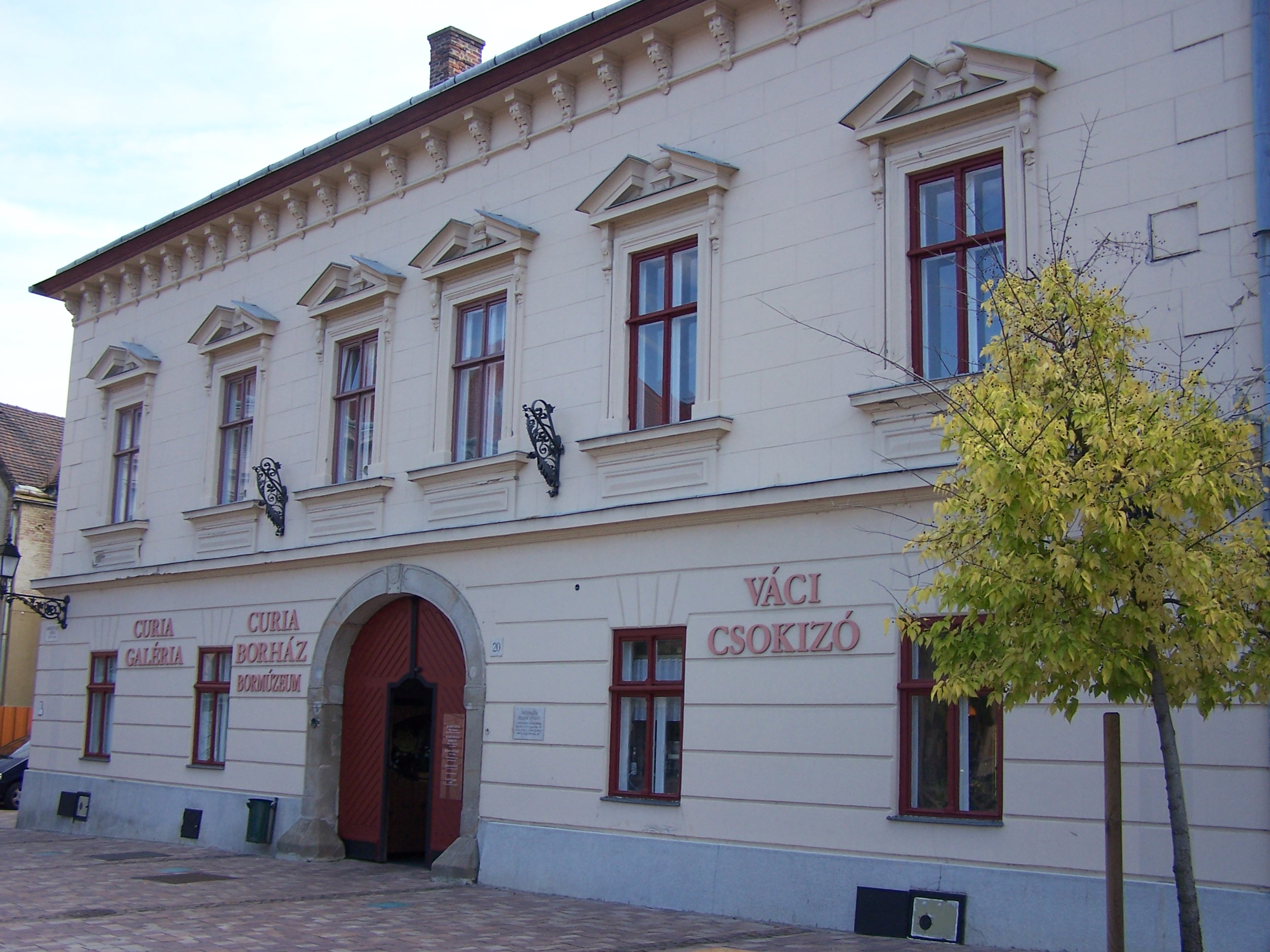
A Kuria épülete

- Irgalmas rendi kórház és Görögkatolikus Kápolna
- Városháza
- Nagypréposti palota
- Görög templom és kiállítóhely
- Kuria
- Siketnémák Országos Intézete

A Konstantin tér épületegyüttese:
- Váci székesegyház

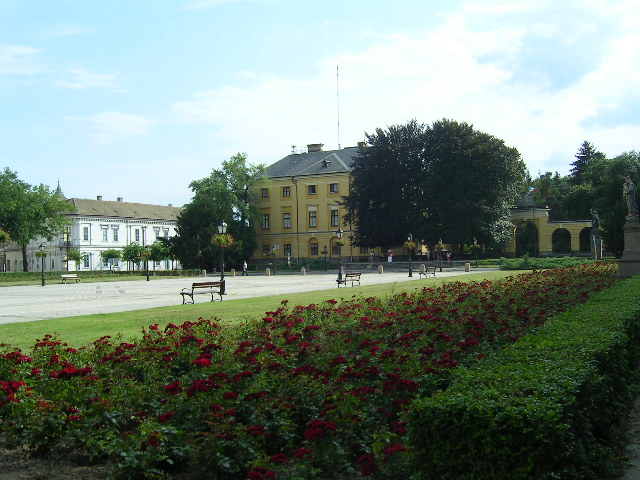
A Püspöki palota

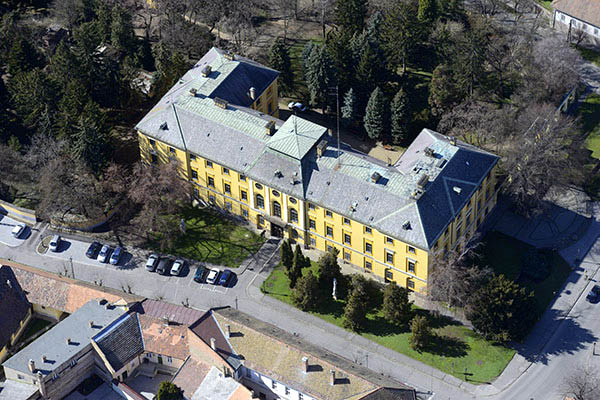
Püspöki palota légi fotó

- Apor Vilmos Katolikus Főiskola épülete (korábban papnevelő intézet-szeminárium)
- Püspöki palota
- Papsarok épületei
- Váci Egyházmegyei Könyvtár
- Váci Püspöki és Káptalani Levéltár
- Kispréposti palota
- A Piarista Gimnázium (Vác) épületegyüttese
- Állami zeneiskola modern épülete

Templomok, rendházak:

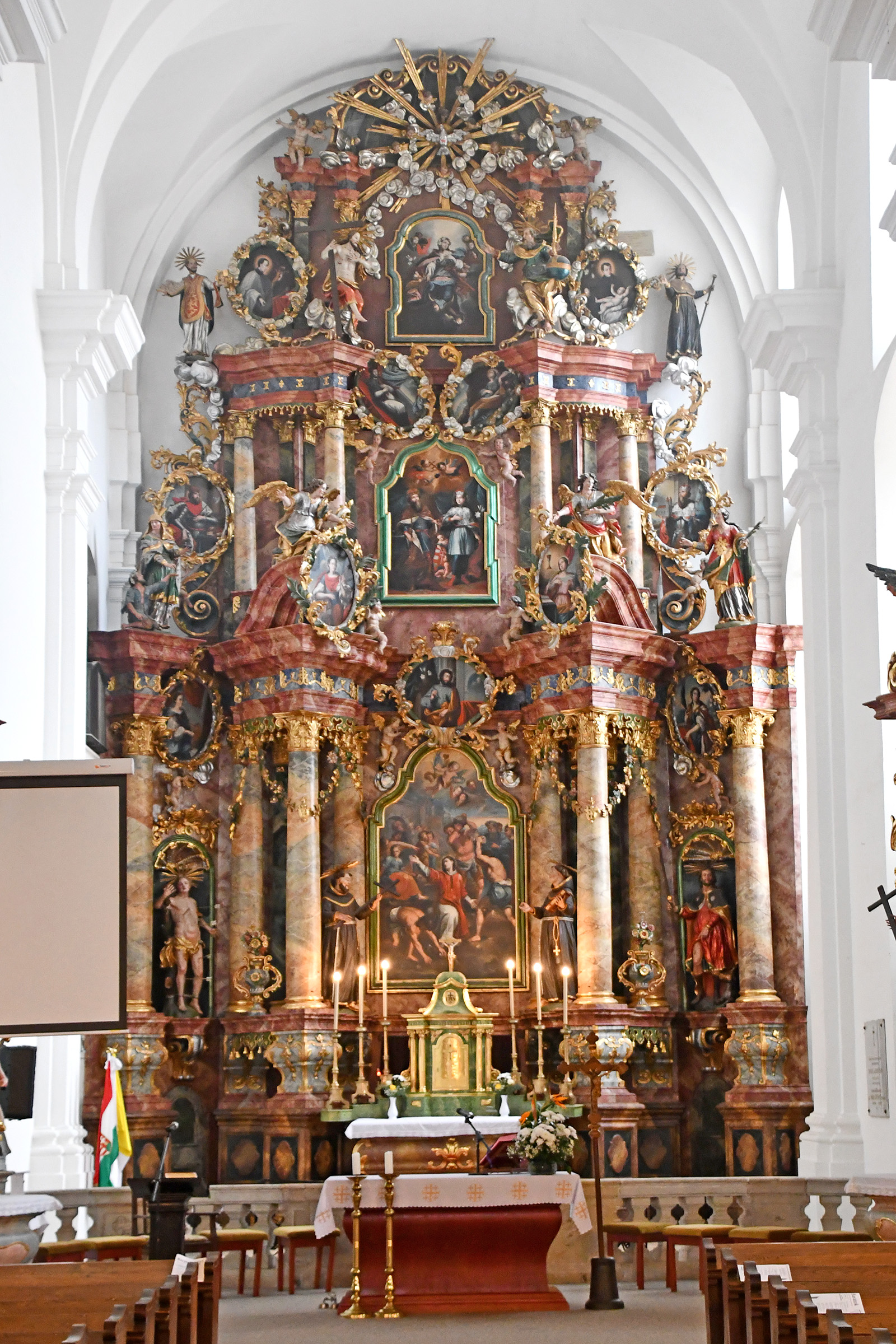
A váci ferences templom főoltára

- Piarista templom, rendház és noviciátus
- Ferences templom és rendház (más néven a barátok temploma); itt van I. Géza király eltemetve.
- Református templom és lelkészlak
- Evangélikus templom és közösségi ház
- Hétkápolna-Országos búcsújáró hely
- Deákvári plébániatemplom
- Gombás-kápolna
- Kálvária
- Szent Rókus-kápolna
- Zsinagóga
- Hit Gyülekezete Vác
- Karolina kápolna

További látnivalók, műemlékek:

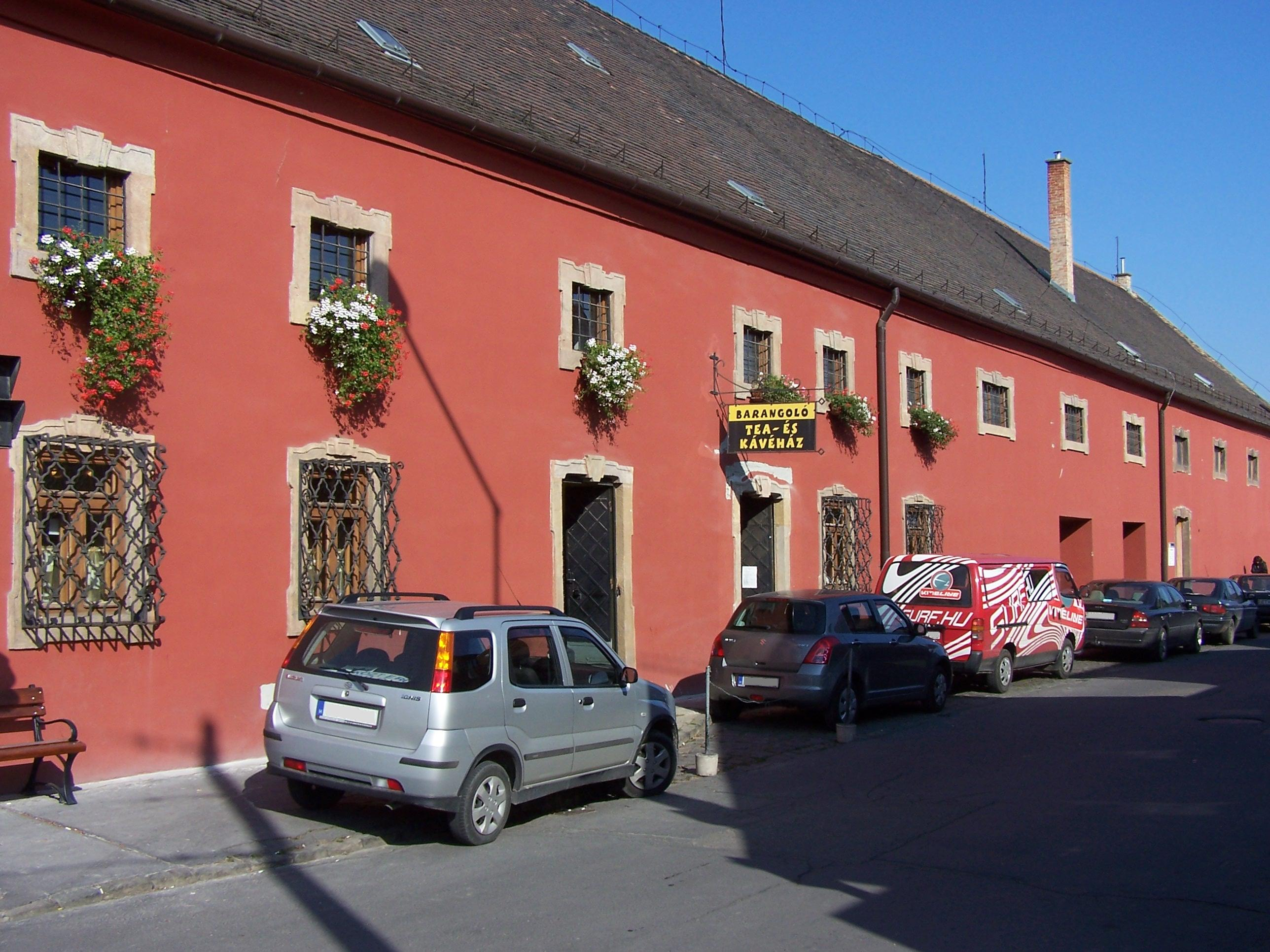
Vörös ház

- Kőkapu (diadalív Mária Terézia tiszteletére, 18. század második fele)
- Hegyes torony és római kori falmaradványok (a limes és a helyőrség után)
- Gombás-patak barokk hídja (Kőszentes híd: a hídon hat szent szobra látható), épült 1753–1757-ben.
- Vörösház
- Honvéd-emlékmű
- Vasútállomás épülete

#### Múzeumok, kiállítások
- Bormúzeum - Váci Curia Borház & Borgyűjteménytár: Bortörténeti kiállítás, ahol az érdeklődő borritkaságokat kóstolhat.
- Főtér galéria
- Göncöl Ház- Földanya Ékességei Geológiai Kiállítás: A több mint 600 darabból álló geológiai gyűjteményt szakértői előadás keretén belül ismerhetjük meg.
- Görög Templom Kiállítóhely (Tragor Ignác Múzeum): Az egykori szakrális építmény napjainkban a Tragor Ignác Múzeum időszaki kiállításainak ad otthont.
- Középkori Pince Kiállítóhely (Tragor Ignác Múzeum): A 14. századi pincében az Árpád-kortól a török kor végéig terjedő leleteket tekinthetünk meg.
- Memento Mori & Ars Memorandi (Tragor Ignác Múzeum): Az egykori domonkos templom kriptájára a felújítási munkálatok során találtak. A különleges klimatikus körülményeknek köszönhetően, mumifikálódott tetemeket, koporsókat, viseleteket és temetkezési kellékeket tekinthetünk meg. A tárlat 2015 nyarán helytörténeti részleggel is bővült, melynek keretében betekintést nyerhetünk a város történetébe a török kor végétől (1686) egészen a 19. század elejéig.
- Modern Művészeti Gyűjtemény: A gyűjtemény az elmúlt negyven év legnevesebb alkotásait vonultatja fel, Matuska Szilvesztertől Salvador Daliig.
- Sporttörténeti Kiállítás
- Szent Mihály Altemplom (Tragor Ignác Múzeum): A város főterén a Szent Mihály-templom középkori alaprajza és cinterme tekinthető meg.
- Torony Galéria
- Váci Értéktár - Közérdekű Muzeális Gyűjtemény
- Váci Mosolyalbum- Sajdik Ferenc gyűjtemény: Sajdik Ferenc páratlan életművét bemutató gyűjtemény Vác főterén található
- Váci Művészeti Gyűjtemények (Pannónia Ház): A Művészeti Gyűjtemény olyan neves művészek munkáinak ad otthont mint, Hincz Gyula, Gádor István, Gorka Géza, Nagy Sándor, Vertel Andrea. Az épületben található továbbá egy páratlan öntöttvas kiállítás, valamint Váczi György könyvkötő művész munkái, Haraszti Béla monumentális cukorépületei. Vác sportsikereinek kiállítását is az épületben találhatjuk meg.
- Váci Székesegyház Kincstár és Egyházmegyei gyűjtemény: A freskókkal díszített palota állandó művészeti kiállításnak ad otthont, mely végigvezeti az érdeklődőt az Egyházmegye évezredes történetén, 2006 óta pedig hangversenyeket is rendeznek az épületben.

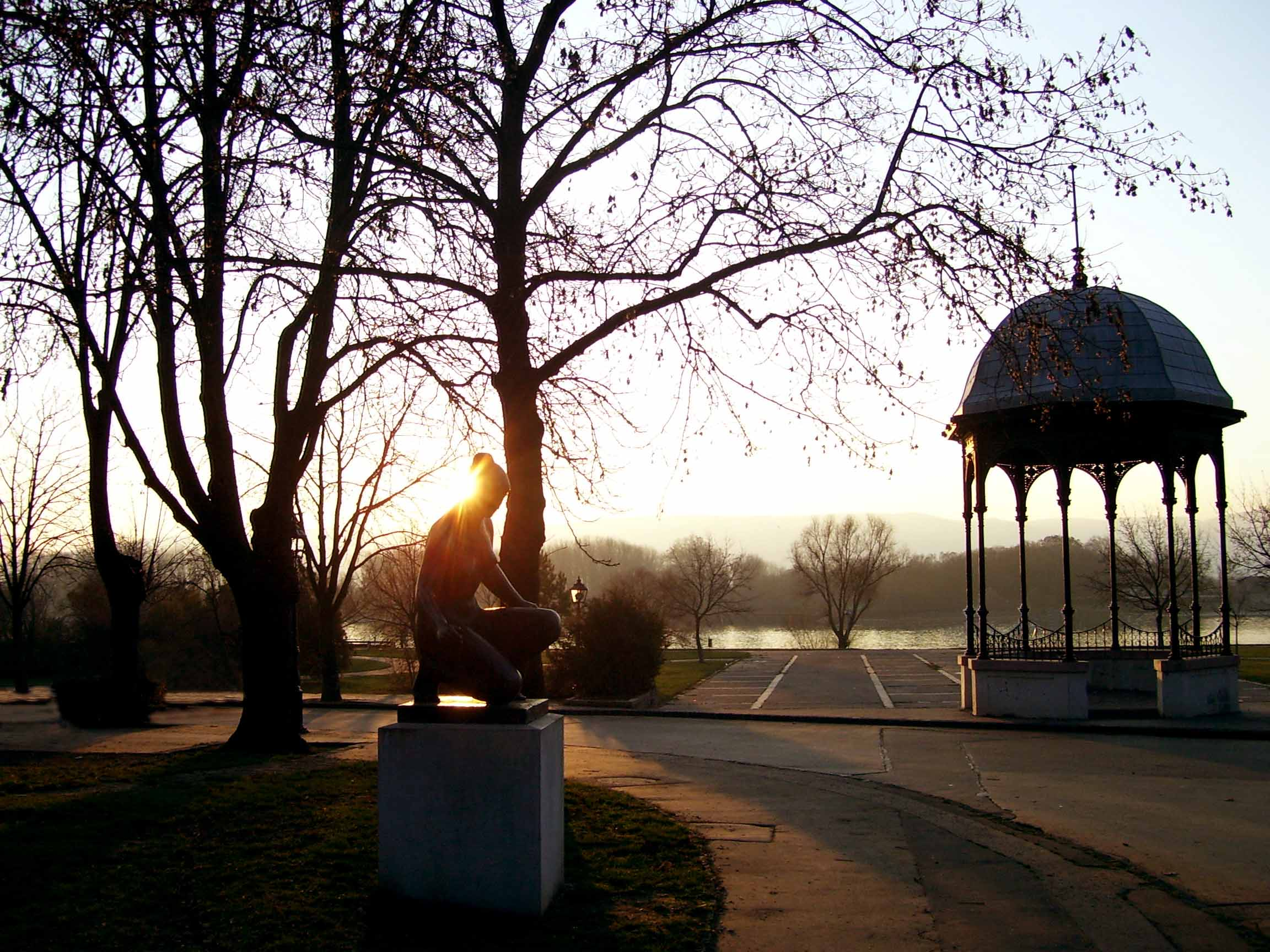
A Duna-part a zenepavilonnal

#### Egyéb látnivalók
- Posta park
- Rózsakert (a Madách Imre Művelődési Központ mögött)
- Duna-korzó (Liszt Ferenc, Ady Endre és József Attila sétány)
- Zenepavilon (a Duna-korzón)
- Váci Strandfürdő és Uszoda

#### Látnivalók a város közelében
- Naszály hegy barlangjai
- Ártéri tanösvény

### Programok
Váci Tavaszi Fesztivál

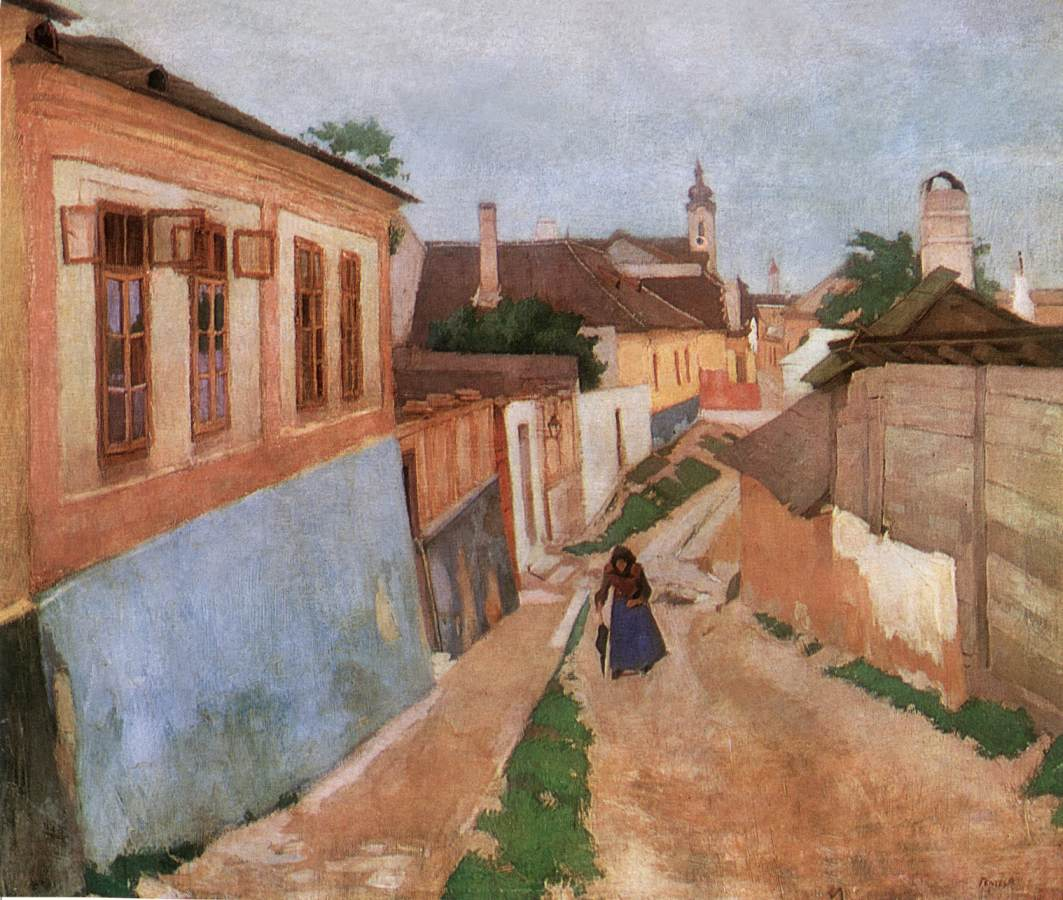
Fényes Adolf: Utca Vácott (1904)

A tavaszi hónapokban Váci Tavaszi Fesztivál várja a kedves érdeklődőket széles programválasztékkal minden évben, a Madách Imre Művelődési Központ szervezésében.
Váci Humor- és Karikatúra Fesztivál

A Váci Humor- és Karikatúra Fesztiválon humoros kiállítások, bemutatók, színházi előadások követik egymást, több helyszínen. Kiemelkedően sok látogatót vonzó vidám programsorozat.
Váci Lecsófesztivál

A Váci Lecsófesztiválon lecsófőző verseny, zenés programok, szabadtéri koncert várja a fesztiválra érkezőket.
Szüreti Felvonulás

Hagyományőrző Szüreti Felvonulás, majd szüreti bál várja a látogatókat. A főtéren zenés táncos produkciók váltják egymást.
Váci Óévbúcsúztató Forraltbor-főző Verseny

Óévbúcsúztató Forraltbor-főző Verseny, zenés programokkal, előszilveszteri hangulattal a Váci Borjurta sátor mellett.
Váci Világi Vigalom

A Váci Világi Vigalom 1993 óta minden év július utolsó hétvégén (2014-ben július utolsó előtti hétvégéjén) megrendezett, háromnapos kulturális fesztivál Vác legnagyobb kulturális eseménye. A fesztivál ötletét egy 1764 augusztusában történt esemény adta. Ez időben Migazzi Kristóf püspök meghívására Mária Terézia és udvartartásával Vácra látogatott és ott öt napot töltött el. A látogatásra püspöki város számos mulatságot szervezett és ekkorra készült el a Magyarország egyetlen diadalíve, a Kőkapu is. A háromnapos fesztivál minden évben július utolsó előtti hétvégéjén kerül megrendezésre. A fesztivál számos kulturális programja közül kiemelkedik a barokk jelmezverseny. Az ingyenes rendezvénysorozatot tűzijáték zárja.
Európa fesztivál

Minden évben május elsején kerül megrendezésre az Európa fesztivál, ahol általában helyi zenekarok lépnek fel. A fesztivál ingyenes.
Mária napi búcsú

A jelentős múlttal és hagyományokkal rendelkező váci Mária-napi búcsút minden évben megrendezi a Váci Egyházmegye. A búcsúban ünnepi szentmisét is rendeznek, a ligetben található hétkápolnánál, itt Beer Miklós váci püspök hirdet igét, ez előtt ünnepi körmenetre kerül sor. A búcsúhoz tartozik a Mária napi búcsúvásár. A váci Vásártéren mutatványosok produkcióival, kirakodóvásárral, ugráló-várral, körhintákkal, és különböző koncertekkel várják az érdeklődőket. Ez minden évben szeptember második hétvégéjén van megrendezve.
Gyalogtúrázók Országos Találkozója

Családi és kulturális programok, kirándulások, biciklis és gyalogtúrák – dunai vízitúra, hajókirándulás, kerékpáros túrák a Dunakanyarban, gyalogtúrák a közeli Naszály, Cserhát és Börzsöny tanösvényein.
Őszi Művészeti Hetek

Kulturális programok minden korosztálynak. Színházi előadások, komoly- és könnyűzenei koncertek várják a látogatókat a fesztivál ideje alatt.

## Sportélete
A városnak – a Duna közelségének köszönhetően – több kajak-kenus (pl. Váci Hajó SE, Váci Vasutas) és evezős (Vác Városi Evezős Club) klubja is van. A legismertebb váci kajak-kenus, ill. evezős olimpikonok Kammerer Zoltán, Dónusz Éva, Gyulay Zsolt, Pető Tibor, Hirling Zsolt és Galambos Péter.
A város labdarúgócsapata a legnagyobb sikerét 1994-ben érte el, amikor a Vác-Samsung megnyerte az NB I-et. A klub jelenleg Dunakanyar-Vác FC néven indul a magyar labdarúgó-bajnokság másodosztályában, azon belül is a keleti régióban.
A város legsikeresebb csapata a SYMA Váci NKSE női kézilabda csapat, amely a 2009–2010-es női kézilabda NB I 3. helyén végzett. Jelenleg olyan nemzetközileg is elismert játékosai vannak a csapatnak, mint Kirsner Erika, Herr Orsolya, Temes Bernadett vagy Tápai Szabina; az edző Németh András.
A váci férfi kézilabdacsapat jelenleg az első osztályban vitézkedik.
Vácon található sportlétesítmények: Ligeti Stadion, sportcsarnok, uszoda, strand, műfüves pálya, baseballpálya.

## Váchoz kötődő személyek
- Itt temették el I. Géza magyar királyt (1044–1077), a mai Barátok templomának (Szent Kereszt ferences templom, vagy más néven Vártemplom) helyén álló székesegyházban.
- Itt élt (1474–1506 között) Báthori Miklós (1435?–1506) váci püspök, aki jelentős reneszánsz udvart tartott Vácon.
- Itt hunyt el Brodarics István (1480 k.–1539) váci és pécsi püspök, II. Lajos király kancellárja, a mohácsi csata történetének krónikása.
- Itt lakott (1620-ig) Budai Bornemisza Pál ügyvéd, politikus.[33]
- Itt élt Berkes András (?–1729) váci nagyprépost, aki a Rákóczi-szabadságharcot egyedüliként támogatta a katolikus egyházi vezetők közül.
- Itt élt és harcolt 1723-ig felsővattai Wattay János, a váci járás szolgabírája, a Nógrád vármegyei kuruc nemesi felkelők kapitánya, Pest-Pilis-Solt vármegye kuruc alispánja.
- Itt született Hajnik Pál (1808–1864) ügyvéd, politikus, 1848-as belügyi tanácsos, majd országos rendőrfőnök.
- Itt született és hunyt el Fekete Károly (1822–1889) gyógypedagógus, a váci siketnéma-intézet tanára, majd igazgatója.
- Itt laktak 1847 elejétől egy évig Petőfi Sándor (1823–1849) szülei; a költő egy itteni látogatása alkalmával írta Anyám tyúkja című versét.
- Itt élte utolsó éveit és itt hunyt el Kassai Vidor (1840–1928) színész.
- Itt működött 1883-tól haláláig Silberstein Jesája (1856–1930) ortodox főrabbi.[34]
- Itt született Schächter Miksa (1859 – 1917) orvostanár, orvosi szakíró, a Gyógyászat szaklap alapítója, igazságügyi orvosszakértő.
- Itt született Katona Lajos (1862–1910) néprajzkutató, filológus, irodalomtörténész, az MTA tagja.
- Itt született Némai József, 1895-ig Neumann (1862–1945) orvos, fül-orr-gégész, egyetemi tanár.
- Itt hunyt el Kiss Ernő (1868–1931) piarista szerzetes, irodalomtörténész, tanár.
- Itt született Schmidt József (1868–1933) nyelvész, egyetemi tanár, aki latin–magyar és magyar–latin szótárt szerkesztett.
- Itt született és hunyt el Tragor Ignác (1869–1941) jogász, helytörténetíró.
- Itt született Komlóssy Emma, eredeti neve Krausz (1877– 1944) színésznő, népdal- és operetténekesnő.
- A váci börtönben halt meg Ereky Károly (1878–1952) miniszter.
- A váci börtönben halt meg Ternegg Kálmán (1887–1956) katonatiszt.
- Itt született Gajáry Márta (1889–1962) színésznő.
- Itt született Boér Ágoston (1893−?) magyar földbirtokos, követségi titkár, országgyűlési képviselő.
- Itt született Lendvai Andor (1901–1964) operaénekes (bariton).
- Itt született Haris Béla (1901–1979) magyar mérnök-alezredes, a gellérthegyi sziklaközpont, a budapesti metró, a budai Váralagút, több kórház és katonai létesítmény gépészeti berendezéseinek egyik tervezője.
- Itt született Almásy Pál (1902–1985) katona, a második világháború alatti, nyilasokkal szembeni ellenállás tagja.
- Itt született és hunyt el Jávorszky Ödön (1906–1975) orvos, irgalmasrendi szerzetes, a város kórházának névadója.
- Itt született Dercsényi Dezső (1910–1987) Kossuth-díjas és Herder-díjas művészettörténész.
- Itt született Fónay Márta (1914–1994) Jászai Mari-díjas színésznő.
- Itt született Jancsó Miklós (1921–2014) filmrendező.
- Itt született Sólyom Ida (1921–1965) színésznő.
- Itt született Maklári József (1922–1999) karnagy.
- Itt hunyt el Sigray István (1888–1963) magyar gépészmérnök, gyárigazgató, országgyűlési képviselő.
- Itt hunyt el Kőváry Károly (1923–2003) piarista szerzetes, matematikatanár, iskolaigazgató.
- Itt halt meg Farkas János (1927–2003) magyar mezőgazdász, országgyűlési képviselő
- Itt született Kovács Dénes (1930–2005) hegedűművész.
- Itt született Gánti Tibor (1933–2009) vegyészprofesszor és természetkutató, a kemotonelmélet megalkotója.
- Itt született és hunyt el Lehotka Gábor (1938–2009) magyar orgonaművész, zeneszerző, orgonaszakértő.
- Itt született Nyéki Szabolcs (Nat Nichols, álnéven Illés Miklós) (1939–2020)[35] jazz-zongorista, zeneszerző, misszionárius.
- Itt született Varecza Árpád (1941–2005) matematikus.
- Itt született Cservenák Péter (1953) fotóművész, helytörténész.
- Itt töltötte gyerekkorát, és itt tanult Rudolf Péter (1959) színész, Vác díszpolgára.
- Itt született Gyulay Zsolt (1964) kétszeres olimpiai bajnok kajakozó.
- Itt született Hirleman Bertalan (1965) zenész, zeneszerző (Bikini, Beatrice, Edda Művek).
- Itt született Csányi János (1966) Jászai Mari-díjas színész.
- Itt született Dónusz Éva (1967) olimpiai bajnok kajakozó.
- Itt született Bogányi Gergely (1974) Kossuth-díjas zongoraművész.
- Itt született Győrffy Ákos (1976) költő.
- Itt született Balsai Móni (1977) Jászai Mari-díjas magyar színésznő.
- Itt versenyez Kanyó Zsolt (1977) paralimpikon, világranglista 5. helyezett gerelyhajító.
- Itt született Kammerer Zoltán (1978) háromszoros olimpiai és háromszoros világbajnok kajakozó.
- Itt született Pető Tibor (1980) kétszeres világbajnok evezős.
- Itt versenyez Hirling Zsolt (1984) világ- és Európa-bajnok evezős.
- Itt született Baross Zsuzsa (1984) kézilabdázó.
- Itt született Galambos Péter (1986) világbajnoki bronzérmes evezős.
- Itt született Fekete Balázs „AFC Feka” (1987) dobos (Anti Fitness Club).
- Itt született Koren Gábor „korengaby” (1987) színész, előadóművész, író-költő, a FIX Formáció alapító tagja.
- Itt született Mihalik Ábel (1987) zenész (Kispál és a Borz).

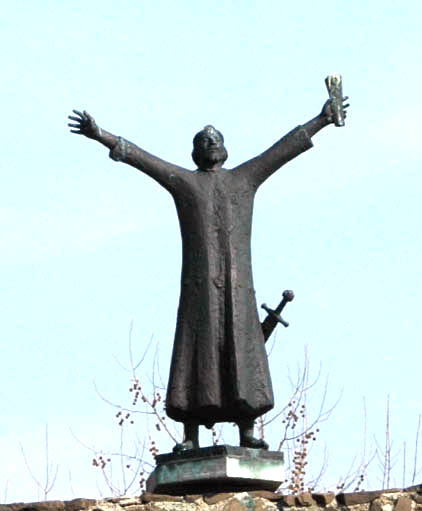
I. Géza magyar király
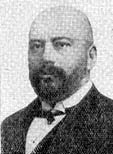
Schmidt József
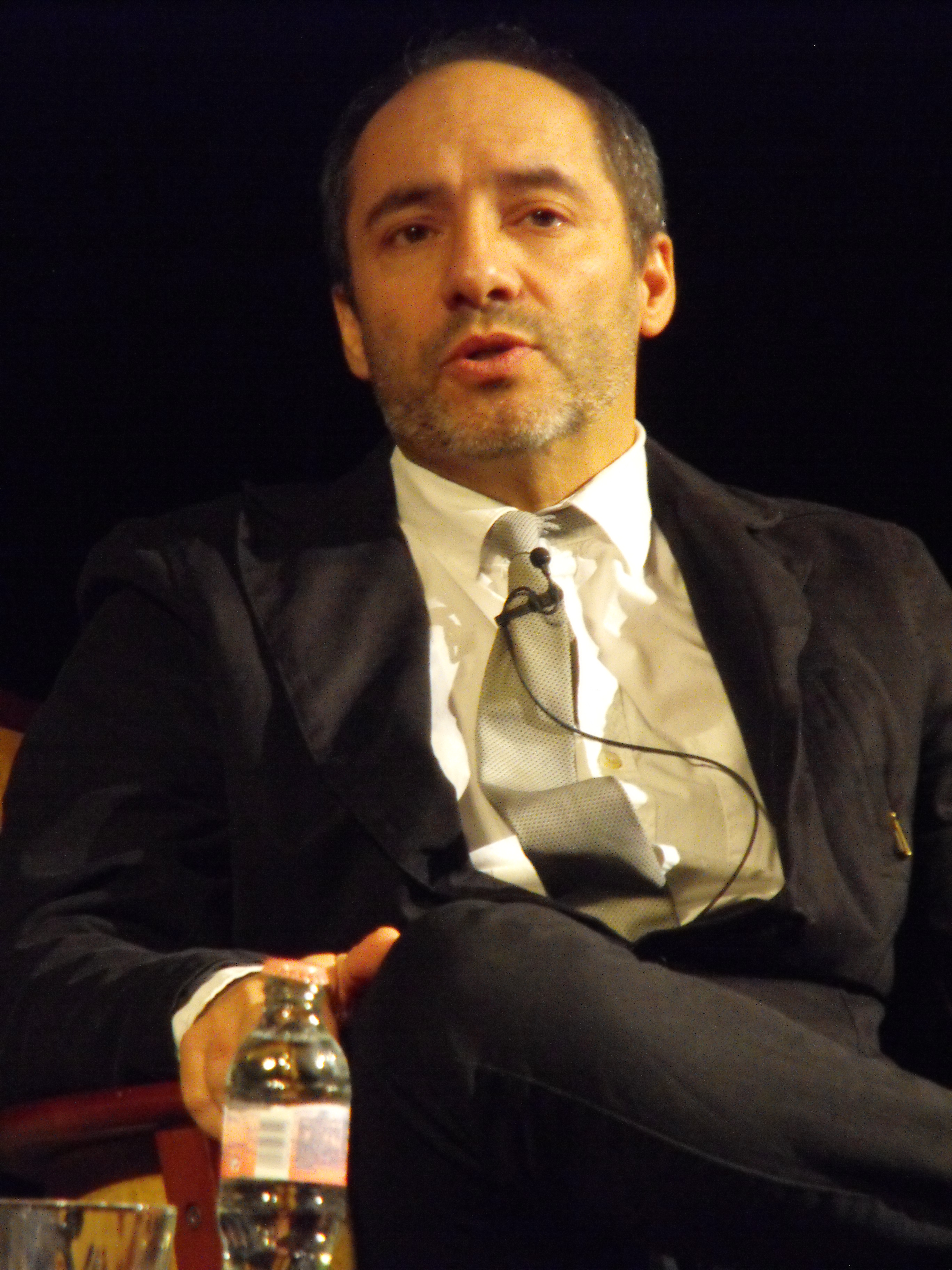
Rudolf Péter
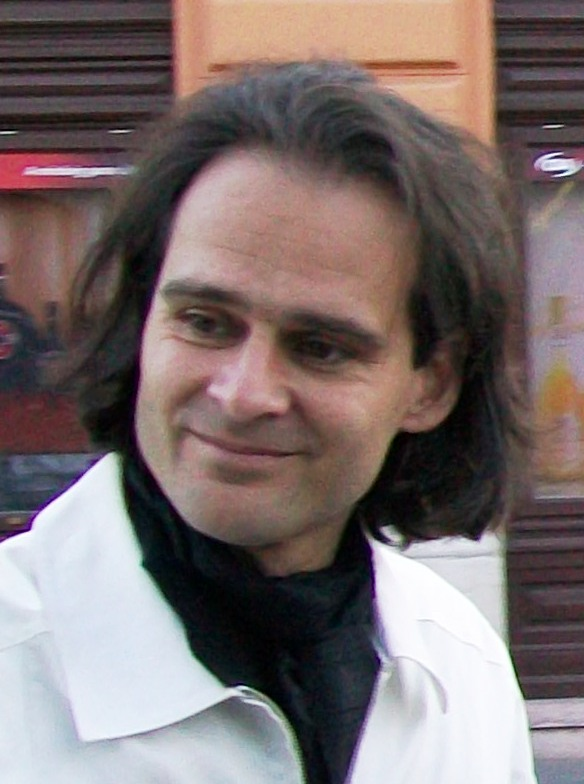
Bogányi Gergely

## Testvérvárosai
- Järvenpää, Finnország[36]
- Deuil-la-Barre, Franciaország[36]
- Donaueschingen, Németország[36]
- Givatajim, Izrael[36]
- Székelyudvarhely, Románia[36]
- Máriatölgyes, Szlovákia[36]
- Ipolyság, Szlovákia[36]
- Técső, Ukrajna[36]
- Sarıyer, Törökország[36]
- Otrokovice, Csehország[36]
- Zawadzkie, Lengyelország[36]

Egyéb együttműködések
- Jurihondzsó, Japán[36][37]